# Serie A 2011-2012
La Serie A 2011-2012 è stata la 110ª edizione della massima serie (l'80ª a girone unico) del campionato italiano di calcio, disputato tra il 9 settembre 2011 e il 13 maggio 2012 e concluso con la vittoria della Juventus, al suo ventottesimo titolo.
Capocannoniere del torneo è stato Zlatan Ibrahimović (Milan) con 28 reti.

## Stagione

### Novità
Il 30 giugno 2011 è stato presentato "Nike Seitiro", il pallone ufficiale di questa nuova stagione di Serie A, che garantisce maggiore stabilità, precisione e visibilità rispetto al modello precedente. Ha esordito a Pechino il 6 agosto 2011 nella finale di Supercoppa italiana vinta dal Milan sull'Inter. A seguito di un'iniziativa proposta dallo sponsor tecnico, il pallone verrà consegnato a chi fra i calciatori di Serie A segnerà una tripletta, sulla falsariga di ciò che già succede in altri campionati stranieri: il primo calciatore a conquistare questo riconoscimento è stato Edinson Cavani del Napoli, con la tripletta al Milan alla terza giornata.
Un altro dato riguarda l'uscita dell'Italia, dopo ventisei anni, dal vertice del calcio europeo, scalzata dalla Germania; perde pertanto un posto di accesso diretto ai gironi della UEFA Champions League. Solo le prime tre squadre in classifica potranno partecipare al massimo torneo continentale (le prime due con l'accesso diretto, la terza passando per il preliminare), mentre la vincitrice della Coppa Italia, la quarta e la quinta classificata dovranno accontentarsi della UEFA Europa League (come di consueto, in caso la vincitrice della Coppa Italia e la finalista perdente avessero già conseguito la qualificazione alle coppe europee per classifica, la sesta avrà l'opportunità di partecipare all'Europa League). Anche in questa stagione, per la settima volta consecutiva, a parità di punteggio la graduatoria finale è determinata in base alla classifica avulsa.
Nella griglia di partenza del 110º campionato italiano di calcio, a prendere il testimone di Bari, Brescia e Sampdoria, retrocesse in Serie B nella precedente annata, sono Atalanta e Siena, entrambe dopo una sola stagione nella serie cadetta, assieme al Novara, che ritrova invece la massima categoria dopo cinquantacinque anni. I bergamaschi partono con 6 punti di penalizzazione per responsabilità oggettiva e presunta, negli illeciti contestati al suo giocatore Cristiano Doni, nello scandalo scommesse.
L'incontro della seconda giornata tra Cesena e Napoli, andato in scena allo stadio Dino Manuzzi di Cesena, è stato il primo nella storia della Serie A a svolgersi su un campo in erba sintetica; anche il manto erboso dello stadio Silvio Piola di Novara adotta tale superficie, e difatti il primato sarebbe spettato all'incontro del primo turno tra Novara e Palermo, se non fosse stato rinviato per via di uno sciopero proclamato dall'AIC. Novità in fatto d'impianti anche per la Juventus, che da questa stagione gioca allo Stadium di Torino, e nel corso del torneo per il Cagliari che, a causa del perdurare dell'inagibilità dello stadio Sant'Elia di Cagliari, dai primi d'aprile sceglie di disputare i suoi rimanenti incontri casalinghi allo stadio Nereo Rocco di Trieste.
Tra le note di colore, il Monday Night della quindicesima giornata tra Roma e Juventus è stata la prima partita, nella storia della massima serie, a essere trasmessa in 3D. Nella venticinquesima giornata gli arbitri hanno invece effettuato i sorteggi sui campi con la vecchia moneta da 500 lire "Caravelle", come iniziativa per le celebrazioni del decennale dall'uscita di circolazione della lira italiana.
Su richiesta della Lega Serie A, il consiglio federale ripristina la possibilità di sostituire un massimo di due calciatori extracomunitari.

#### Aggiornamenti
Il campionato sarebbe dovuto iniziare il 27 agosto 2011 ma, a causa di uno sciopero proclamato dall'Associazione Italiana Calciatori, l'avvio è slittato al fine settimana del 9-11 settembre 2011, in coincidenza con la 2ª giornata: la 1ª è stata successivamente recuperata il 21 dicembre 2011.
La Federazione Italiana Giuoco Calcio ha rinviato al 25 aprile 2012 la 33ª giornata, originariamente in programma il 15 dello stesso mese, per la morte del giocatore del Livorno Piermario Morosini occorsa il precedente 14 aprile nel campionato di Serie B.

### Formula
Come nella precedente stagione, sono stati confermati gli orari di anticipi e posticipi, con un anticipo la domenica alle 12:30 e, occasionalmente, un anticipo al venerdì o un posticipo al lunedì (con apposita cancellazione dell'anticipo del sabato alle 18:00 ed eventualmente anche dell'anticipo dell'ora di pranzo domenicale, se l'anticipo del venerdì e il posticipo del lunedì accadessero nella stessa giornata) per le squadre impegnate nelle coppe europee. La soluzione del venerdì e/o del lunedì verrà utilizzata comunque non più di sette volte. Gli anticipi del sabato e il posticipo della domenica sera resteranno fissi e verrà salvaguardata la contemporaneità di sei partite alla domenica pomeriggio.
In questa stagione erano previsti cinque turni infrasettimanali (uno in più rispetto alla precedente), disputati il 21 settembre 2011, il 26 ottobre 2011, il 1º febbraio 2012, l'11 aprile 2012 e il 2 maggio 2012, ma di fatto ne sono stati disputati sette dopo il rinvio della prima giornata al 21 dicembre 2011 e della trentatreesima al 25 aprile 2012. Le soste per le qualificazioni a Euro 2012 sono fissate per il 4 settembre 2011, il 9 ottobre 2011 e il 13 novembre, mentre il 25 dicembre e il 1º gennaio il torneo si è fermato per le festività natalizie; non è previsto il turno dell'Epifania, pertanto il campionato è ripreso dopo le soste natalizie direttamente il 7 e l'8 gennaio. In più il turno dell'8 aprile 2012 si è giocato il giorno precedente per le festività pasquali.
Rispetto ai campionati precedenti cambiano i criteri di accesso alle competizioni europee: l'Italia infatti ha perso una posizione nel ranking UEFA a vantaggio della Germania. A qualificarsi per la UEFA Champions League saranno quindi solo le prime tre squadre: le prime due alla fase a gironi, la terza al turno di play-off. La qualificazione alla UEFA Europa League sarà invece appannaggio della quarta e della quinta classificata, unitamente alla vincitrice della Coppa Italia, la quale, per effetto della modifica al regolamento della seconda competizione continentale, da questa stagione in poi sarà esentata dai preliminari e accederà quindi direttamente ai gironi. Qualora la detentrice della Coppa Italia fosse già qualificata alla Champions League subentrerebbe la finalista perdente (la quale però partirebbe dai preliminari, cedendo il posto ai gironi alla quarta classificata), mentre se si qualificasse per l'Europa League tramite piazzamento in campionato oppure entrambe le finaliste si qualificassero per la Champions League, allora accederebbe la sesta classificata del campionato; nel caso in cui entrambe le finaliste della Coppa Italia fossero già qualificate alla Champions League, il posto nei gironi dell'Europa League passerà alla quarta classificata.

### Calciomercato

#### Giocatori

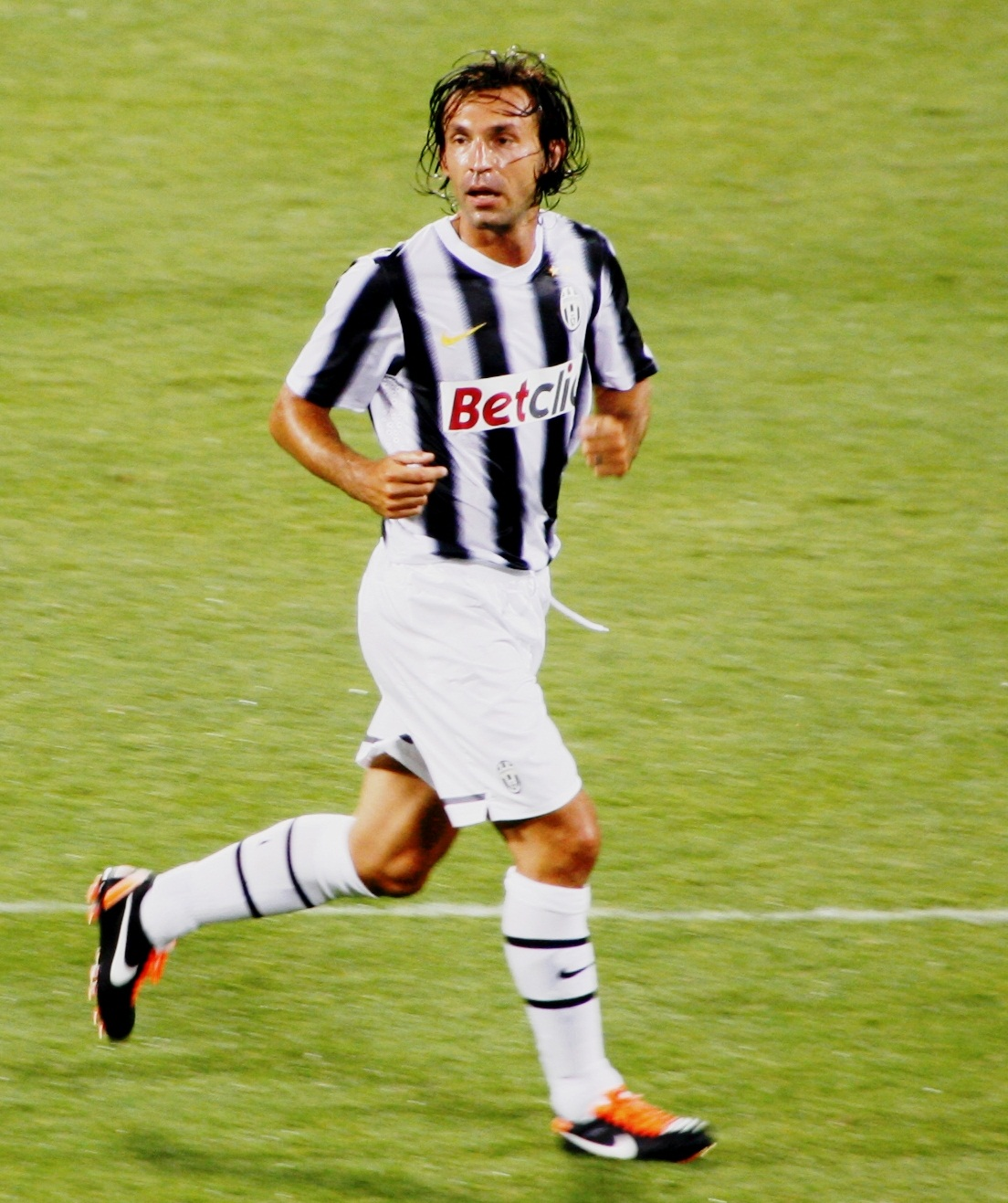
Dopo un decennio a Milano, nell'estate del 2011 Andrea Pirlo passa a vestire la maglia della ; a fine stagione emergerà quale miglior assist man del torneo.

Il Milan campione in carica confermò gran parte della sua rosa: tra le poche operazioni, arrivano a parametro zero il difensore Mexès, ex Roma, e il centrocampista Aquilani, in prestito dal Liverpool, mentre si aggiungono alla squadra il mediano Nocerino dal Palermo e il promettente El Shaarawy dal Genoa; dopo un decennio sveste invece la maglia rossonera Pirlo, lasciato andare in scadenza di contratto. Sull'altra sponda di Milano, l'Inter, per far fronte al fair play finanziario introdotto dalla UEFA opta, al contrario delle precedenti sessioni, per un mercato al risparmio che vede l'arrivo dell'esperto Forlán dall'Atlético Madrid, dell'altalenante Zárate dalla Lazio e dei giovani Poli e Jonathan.
La Juventus, ancora in cerca d'identità nel post-Calciopoli, opta per l'ennesimo ribaltone di questi anni: si decide di puntare sul regista della nazionale azzurra, il succitato Pirlo lasciato libero dal Milan – una mossa che a posteriori si rivelerà determinante negli equilibri della lotta scudetto –, e sul talentuoso ma discontinuo attaccante Vučinić prelevato dalla Roma, assieme a nuovi innesti ancora sconosciuti ai più quali Vidal e Lichtsteiner.
Cambiamenti anche nella capitale: la Lazio, al fine di tornare nelle coppe europee, si affida in avanti all'esperienza di Klose e a un Cissé tuttavia in fase calante; ben più rivoluzione alla Roma, cui dopo l'insediamento di una nuova proprietà statunitense rivoluziona la rosa con l'arrivo, tra gli altri, del portiere Stekelenburg, dell'esperto centrale di difesa Heinze, del centrocampista Gago, del trequartista Pjanić, della punta Osvaldo e dei giovani Bojan e Lamela. Per il Napoli l'obiettivo principale è rafforzarsi onde ben figurare in Champions League, per questo vengono rinfoltiti centrocampo e attacco con nomi quali Džemaili, Inler e Pandev.

#### Allenatori

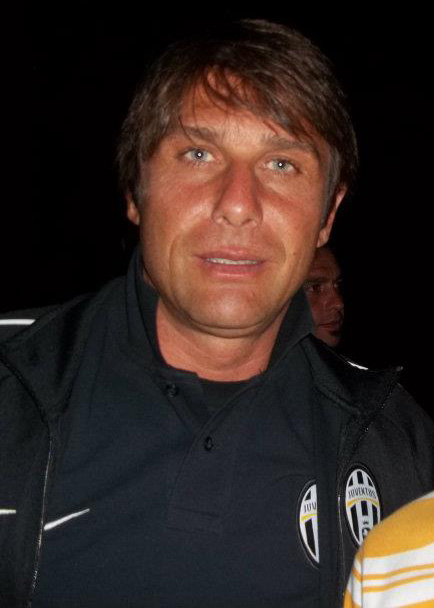
Al primo anno sulla panchina della Juventus, Antonio Conte vince lo scudetto con il nuovo record d'imbattibilità stagionale.

Per quanto riguarda gli allenatori, del blocco originario solo Fiorentina, Lazio, Milan, Napoli, Parma e Udinese mantengono il tecnico della stagione precedente. Il Cagliari, che aveva inizialmente confermato Roberto Donadoni, esonera questo ultimo in agosto e si accorda con Massimo Ficcadenti. Delle emiliano-romagnole, il Bologna affida la propria panchina al felsineo Pierpaolo Bisoli, mentre il Cesena si accorda con Marco Giampaolo.
Anche le due siciliane cambiano tecnico: il Catania, dopo aver rescisso anticipatamente il contratto di Diego Simeone, annuncia l'ingaggio di Vincenzo Montella il quale si era precedentemente liberato dalla Roma, dove viene rimpiazzato dallo spagnolo Luis Enrique; mentre il Palermo, dopo l'abbandono di Delio Rossi, inizialmente assume Stefano Pioli dal Chievo, ma quest'ultimo viene esonerato già nel precampionato sicché la squadra viene frettolosamente affidata all'allenatore delle giovanili rosanero, Devis Mangia. Da par loro, i clivensi ripongono la fiducia in Domenico Di Carlo. Il Lecce e il Genoa ingaggiano rispettivamente Eusebio Di Francesco e Alberto Malesani.
Cambio di panchina anche per Inter e Juventus: i nerazzurri, dopo l'addio di Leonardo assunto come dirigente sportivo dal Paris Saint-Germain, si affidano all'ex genoano Gian Piero Gasperini; i torinesi, dopo le dimissioni di Luigi Delneri in seguito alla infruttuosa stagione trascorsa conclusasi con l'esclusione dalle coppe europee, ingaggiano dal Siena l'emergente Antonio Conte, già capitano dei vittoriosi bianconeri degli anni 1990. Delle neopromosse, solo i senesi cambiano allenatore sostituendo Conte con Giuseppe Sannino, mentre Atalanta e Novara confermano rispettivamente Stefano Colantuono e Attilio Tesser.

### Avvenimenti

#### Girone di andata

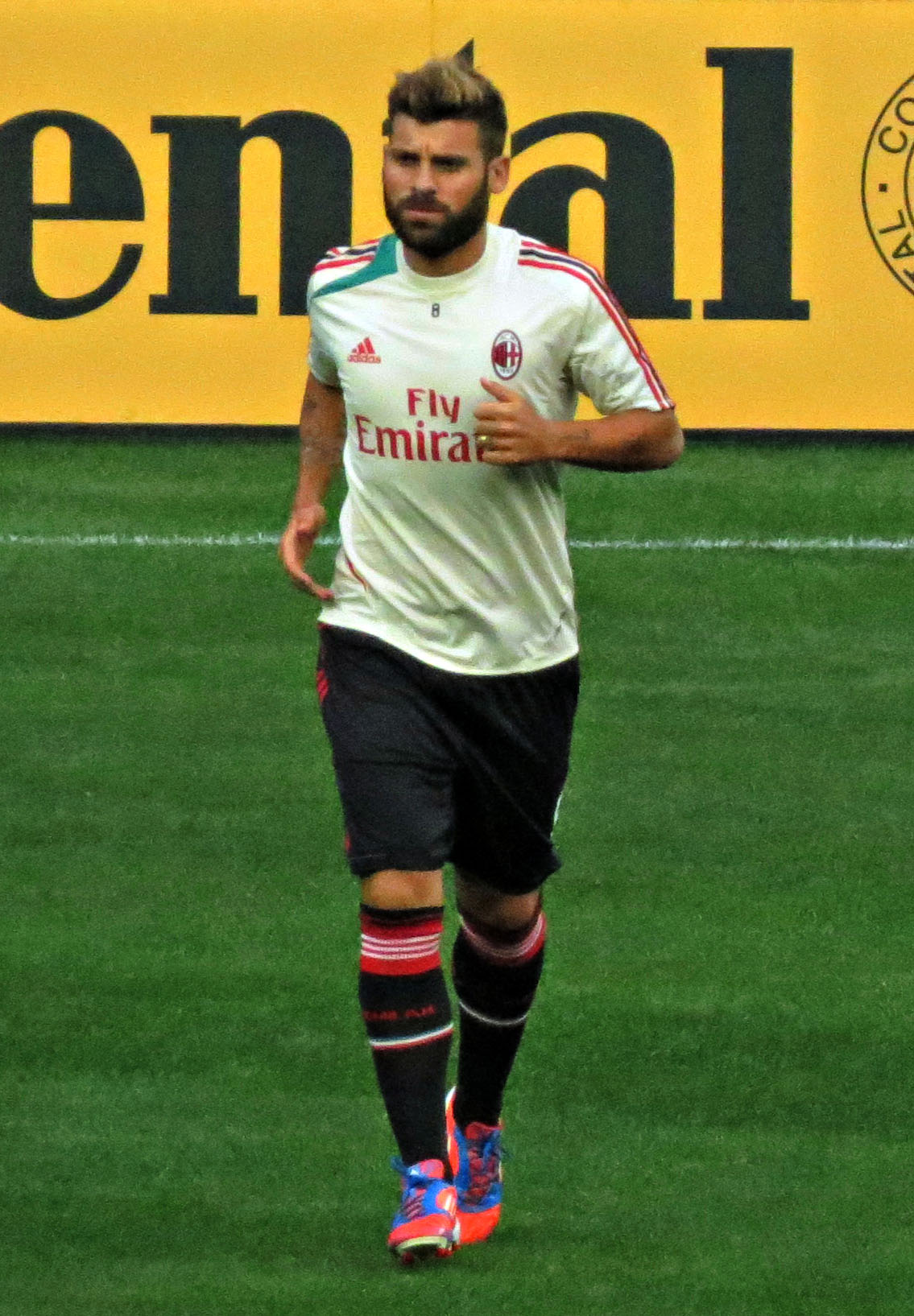
Il centrocampista Antonio Nocerino, neoacquisto del, in questa stagione si scopre molto prolifico sottoporta con 10 gol.

Alla vigilia i pronostici annoverano il Milan quale principale candidato allo scudetto, con Inter, Roma e Napoli altrettanto insignite di buone aspettative. Tuttavia le prime giornate vedono posizionarsi in testa alla classifica l'insolito duo composto da Juventus e Udinese: i bianconeri di Conte, reduci dai deludenti settimi posti del precedente biennio e pertanto non inseriti nel lotto delle pretendenti al titolo, sono quasi una sorpresa, mentre i friulani di Guidolin riconfermano quanto mostrato nell'ottima stagione precedente. Deludono invece le altre pretendenti: se la Roma deve abbandonare anzitempo i sogni di gloria, complice una scelta di gioco che non porta buoni risultati, non va meglio alle milanesi; il Milan ha una partenza sottotono, come non accadeva alla squadra campione in carica dalla stagione 1990-1991; mentre l'Inter si trova alle prime giornate ai margini della zona retrocessione, in quanto appena quattro punti in sei partite le fanno battere il precedente record negativo dell'annata 1983-1984, incappando nel suo peggior esordio da quando esiste il girone unico.
È quindi un avvio di campionato che smentisce le previsioni della vigilia, in cui al settimo turno si segnalano inoltre cinque partite terminate a reti inviolate, cosa che non accadeva dalla trentatreesima giornata dell'edizione 1988-1989. All'ottavo turno, in programma nel fine settimana del 22 e 23 ottobre, è l'Udinese ad attestarsi quale prima capolista solitaria della stagione, sconfiggendo agevolmente allo stadio Friuli il neopromosso Novara. Il primato delle zebrette dura tuttavia lo spazio di 48 ore, poiché già nel successivo turno infrasettimanale la Juventus, superando a Torino la Fiorentina, guadagna la testa solitaria; la successiva vittoria nel derby d'Italia a Milano, a fine mese, consolida definitivamente le rinnovate ambizioni bianconere.

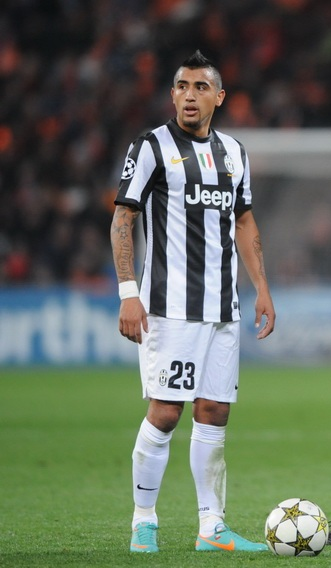
Il cileno Arturo Vidal, rivelazione nella Juventus di nuovo campione d'Italia dopo nove anni.

Il girone d'andata si chiude a fine gennaio con la Juventus campione d'inverno grazie alla vittoria esterna contro l'Atalanta. I bianconeri, che arrivano al giro di boa imbattuti, si giovano soprattutto delle prestazioni di Pirlo, che col passare delle giornate si rivela sempre più un rimpianto per i colori rossoneri, nonché della forte coesione di un gruppo che, mettendo in piedi una vera e propria cooperativa del gol, sopperisce all'unica pecca mostrata durante il campionato, l'assenza di un bomber nel reparto avanzato: sugli scudi in special modo i centrocampisti Marchisio, Pepe e la rivelazione Vidal, questo ultimo arrivato in estate senza troppo clamore ma subito capace di spostare gli equilibri in mezzo al campo. La formazione torinese distanzia di un punto il Milan, che dopo l'inizio stentato ritorna a marciare a pieno ritmo grazie soprattutto alle marcature di Ibrahimović e a quelle decisamente più inaspettate di Nocerino, centrocampista che, sfruttando un'azzeccata intesa proprio coi movimenti dello svedese, riuscirà a chiudere l'annata in doppia cifra. Al giro di boa inizia quindi a delinearsi un duello sull'asse Milano-Torino per la conquista dello scudetto.
A tre lunghezze dalla vetta c'è l'Udinese, che rimane stabilmente ai primi posti della classifica, seguita a ridosso dalla coppia Inter e Lazio; in particolare i nerazzurri, dopo il pessimo inizio che li aveva relegati ai margini della zona retrocessione, a seguito del cambio in panchina tra Gasperini e Claudio Ranieri sono artefici di una rimonta, culminata in sette vittorie consecutive, che li riporta momentaneamente ai piani alti della classifica. Anche la Roma, dopo una partenza altalenante, trova in questa fase una certa continuità di risultati, mentre deludono il Napoli, tra le favorite della vigilia ma che perde terreno dalle grandi a causa di continui alti e bassi nei risultati, e soprattutto la Fiorentina che staziona nella seconda parte della classifica.

#### Girone di ritorno

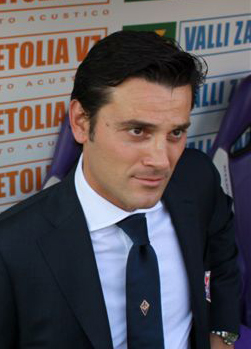
Il di Vincenzo Montella rimane a lungo in lotta per un piazzamento nelle coppe: nonostante una flessione finale, i risultati e il brillante gioco ne fanno tra le sorprese dell'annata.

Nella seconda parte, il torneo è segnato, suo malgrado, da avvenimenti negativi fuori dal contesto calcistico: nei primi mesi del nuovo anno, l'Italia è ostaggio del pesante maltempo, che porta al rinvio di numerose gare, mentre in aprile un ulteriore rinvio, stavolta dell'intera trentatreesima giornata, è dato dalla sospensione tutti i campionati nazionali a causa della morte in campo, nel torneo di Serie B, del centrocampista livornese Piermario Morosini.
È anche un girone che vede il calcio italiano testimone di fatti deprecabili, come i fatti della feroce protesta degli ultras rossoblù in Genoa-Siena, che porta alla momentanea sospensione della gara e costerà poi alla società ligure il divieto di pubblico per le seguenti due partite casalinghe, o il comportamento dell'allenatore gigliato Rossi che, in Fiorentina-Novara, aggredisce il suo giocatore Ljajić dopo che questi non aveva gradito la sua sostituzione; un gesto che porterà all'esonero del tecnico e alla sua squalifica trimestrale da parte del giudice sportivo.
Per quanto concerne il calcio giocato, il 25 febbraio è di scena lo scontro diretto allo stadio Giuseppe Meazza tra Milan e Juventus: terminato in parità, la gara verrà ricordato per alcune discusse decisioni arbitrali, tra cui un gol fantasma non assegnato ai rossoneri e una rete valida annullata ai bianconeri, che lasciano a posteriori pesanti polemiche.
Dopo i recuperi delle partite precedentemente rinviate per maltempo, agli inizi di marzo il Milan trova per la prima volta in stagione la testa solitaria della classifica, con quattro punti di vantaggio su una Juventus rallentata da molti pareggi. I rossoneri paiono arrivare a un punto di svolta della stagione al ventisettesimo turno quando, battendo in casa il Lecce, scavano un solco di quattro lunghezze sui bianconeri bloccati a Marassi dal Genoa.

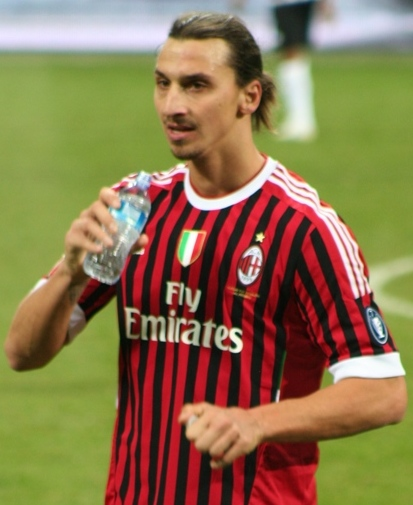
Le 28 reti in 32 gare di Zlatan Ibrahimović, non bastano ai rossoneri per difendere lo scudetto; l'ex interista fa comunque suo il secondo titolo di miglior marcatore della Serie A, divenendo il primo a bissarlo con due club diversi.

L'inizio di aprile, tuttavia, segna un nuovo ribaltamento nelle posizioni di vertice: tra la trentesima e trentunesima giornata la Juventus batte Napoli e Palermo sorpassando i rossoneri che, nelle stesse giornate, sono dapprima fermati sul pari al Massimino dal Catania di Montella, formazione tra le più spettacolari di questo campionato – e che una volta ottenuta una facile salvezza, financo alle soglie della primavera si ritrova in lotta persino per obiettivi più prestigiosi – e poi battuti in casa dalla Fiorentina, in cerca di punti-salvezza dopo essere scivolata, da un paio di mesi a questa parte, nel pieno della lotta per non retrocedere.
A fine aprile, inoltre, i piemontesi portano a tre le lunghezze di vantaggio sul Milan, complice l'ampia vittoria a Torino sulla Roma e il nuovo passo falso dei meneghini in casa, stavolta contro un Bologna rivitalizzato dall'arrivo in panchina di Stefano Pioli. Col successo della trentacinquesima giornata sui novaresi, ancora la Juventus mette a segno una striscia di otto vittorie consecutive, nuovo record stagionale.
Il mese di maggio si apre con quasi tutti i verdetti in palio, a poche giornate dal termine. A due turni dall'epilogo la capolista impatta sul pari allo Stadium col Lecce e vede ridursi a un punto il vantaggio su un Milan vittorioso a San Siro contro l'Atalanta. La speranza di poter riaprire i giochi per il titolo è tuttavia di breve durata per i meneghini poiché appena quattro giorni dopo, il 6 maggio 2012, la Juventus conquista aritmeticamente lo scudetto con una giornata d'anticipo, in virtù della vittoria esterna contro il Cagliari (a Trieste) e della contemporanea sconfitta rossonera nel derby milanese. Il successo bianconero arriva senza mai aver perso una partita, e con 23 vittorie e 15 pareggi la squadra di Conte conclude poi l'intero campionato da imbattuta, seconda scudettata a riuscirci nella storia del girone unico dopo il Milan di Capello del 1991-1992, e terza assoluta dal Perugia di Castagner del 1978-1979; la formazione piemontese è però la prima a conseguire tale primato in un torneo a 20 squadre.

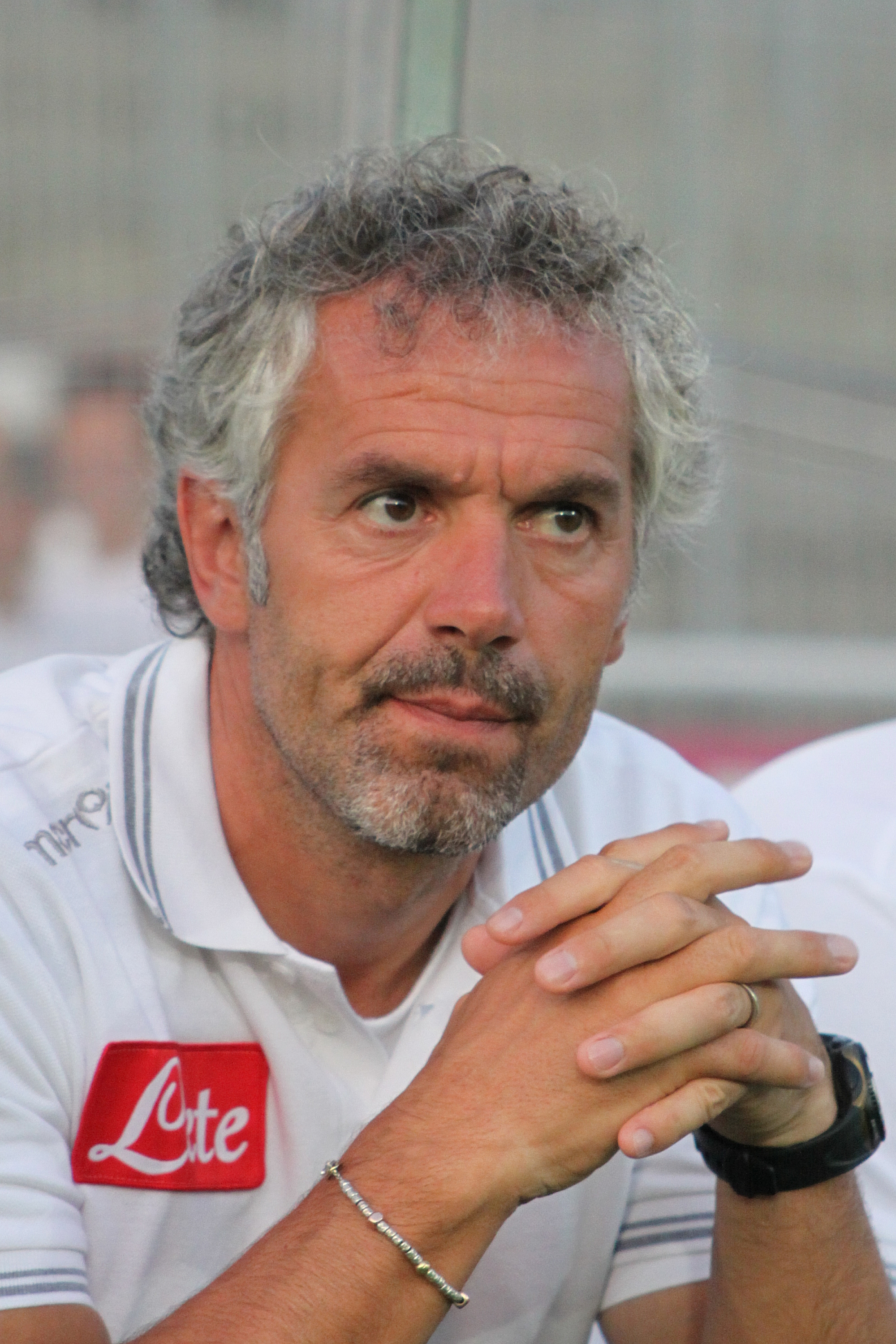
Roberto Donadoni, da gennaio al, guida i ducali verso un finale di campionato da record.

Il ventottesimo titolo nazionale dei bianconeri, a nove anni dal precedente, arriva grazie all'unione d'intenti di un collettivo – «questo è stato uno di segreti della Juve di Conte: tutti corrono, tutti difendono, tutti si aiutano, tutti attaccano e tutti segnano» – capace di mandare in rete, nel corso della stagione, ben venti diversi elementi della rosa. Al contrario il Milan, secondo a quattro lunghezze, è più volte parso dipendere troppo dai 28 gol in 32 partite del suo fuoriclasse Ibrahimović, peraltro il primo in grado di bissare il titolo di capocannoniere della Serie A con due maglie differenti, quelle delle due milanesi, nonché perdere colpi senza i giocatori più significativi (quali Thiago Silva, Gattuso e Inzaghi) a causa degli infortuni.
La contesa del terzo posto, l'ultimo disponibile per i preliminari di Champions League – a sua volta arricchita da colpi di scena e ribaltamenti –, si trascina sino all'ultima domenica, in cui è l'Udinese a spuntarla. Alla Lazio e al Napoli rimane l'Europa League cui i capitolini accedono tramite play-off, mentre i partenopei direttamente dalla fase a gironi dopo la vittoria raggiunta in Coppa Italia; l'Inter, sesta in graduatoria, va invece a disputare il terzo turno preliminare della competizione, con la Roma che, per la prima volta dal 1998, resta fuori dai giochi per le coppe. I giallorossi, tra le delusioni dell'annata, terminano a pari punti con quella che è invece una delle sorprese, quel Parma che Roberto Donadoni, arrivato in Emilia a gennaio, porta a chiudere il torneo con sette successi consecutivi, risultato che vale un'ottava piazza in classifica subito a ridosso delle big.
Tra le formazioni di seconda fascia si segnalano positivamente anche il Bologna che termina nono, immediatamente dietro ai ducali, e l'Atalanta, dodicesima e capace di raggiungere la salvezza nonostante la penalizzazione inflittagli a inizio stagione, ottenendo peraltro il suo primato di punti nella massima serie. Tra felsinei e orobici, in undicesima posizione si issa un Catania in calo nelle giornate conclusive, e forse in qualche misura già appagato da un torneo condotto, per larga parte, al di sopra delle aspettative. Altra delusione, in scia agli atalantini c'è la Fiorentina, tredicesima e scampata solo in dirittura d'arrivo alla bagarre della zona retrocessione.
Sul fondo, dall'ottava giornata in poi gli ultimi tre posti della graduatoria non hanno mai cambiato padroni. Il Cesena fanalino di coda e il Novara, che saluta la Serie A dopo un solo anno, nonostante l'ingaggio in corsa di nuovi allenatori non hanno mai mostrano significativi cambi di marcia durante il campionato, abbandonando velleità di salvezza con varie partite d'anticipo. Ben più vivace si dimostra il Lecce, terza e ultima squadra ad abdicare: i salentini, dati quasi per spacciati alla fine del girone d'andata, con l'arrivo in panchina di Serse Cosmi tornano competitivi e danno battaglia sino agli ultimi novanta minuti quando devono arrendersi a vantaggio del Genoa, salvo solo al rush finale e preda di tensioni, come accennato, anche fuori dal campo.

## Squadre partecipanti
| Club       | Stagione | Città    | Stadio                                     | Stagione precedente                        |
| ---------- | -------- | -------- | ------------------------------------------ | ------------------------------------------ |
| Atalanta   | dettagli | Bergamo  | Stadio Atleti Azzurri d'Italia             | 1º posto in Serie B, promosso              |
| Bologna    | dettagli | Bologna  | Stadio Renato Dall'Ara                     | 16º posto in Serie A                       |
| Cagliari   | dettagli | Cagliari | Stadio Sant'Elia                           | 14º posto in Serie A                       |
| Catania    | dettagli | Catania  | Stadio Angelo Massimino (Cibali)           | 13º posto in Serie A                       |
| Cesena     | dettagli | Cesena   | Stadio Dino Manuzzi (La Fiorita)           | 15º posto in Serie A                       |
| Chievo     | dettagli | Verona   | Stadio Marcantonio Bentegodi               | 11º posto in Serie A                       |
| Fiorentina | dettagli | Firenze  | Stadio Artemio Franchi                     | 9º posto in Serie A                        |
| Genoa      | dettagli | Genova   | Stadio Luigi Ferraris (Marassi)            | 10º posto in Serie A                       |
| Inter      | dettagli | Milano   | Stadio Giuseppe Meazza (San Siro)          | 2º posto in Serie A                        |
| Juventus   | dettagli | Torino   | Juventus Stadium                           | 7º posto in Serie A                        |
| Lazio      | dettagli | Roma     | Stadio Olimpico di Roma                    | 5º posto in Serie A                        |
| Lecce      | dettagli | Lecce    | Stadio Via del Mare                        | 17º posto in Serie A                       |
| Milan      | dettagli | Milano   | Stadio Giuseppe Meazza (San Siro)          | 1º posto in Serie A                        |
| Napoli     | dettagli | Napoli   | Stadio San Paolo                           | 3º posto in Serie A                        |
| Novara     | dettagli | Novara   | Stadio Silvio Piola                        | 3º posto in Serie B (promosso ai play-off) |
| Palermo    | dettagli | Palermo  | Stadio Renzo Barbera (La Favorita)         | 8º posto in Serie A                        |
| Parma      | dettagli | Parma    | Stadio Ennio Tardini                       | 12º posto in Serie A                       |
| Roma       | dettagli | Roma     | Stadio Olimpico di Roma                    | 6º posto in Serie A                        |
| Siena      | dettagli | Siena    | Stadio Artemio Franchi - Montepaschi Arena | 2º posto in Serie B, promosso              |
| Udinese    | dettagli | Udine    | Stadio Friuli                              | 4º posto in Serie A                        |

## Allenatori e primatisti
| Squadra    | Allenatore                                                                                                  | Calciatore più presente (tra parentesi il numero delle presenze) | Cannoniere (tra parentesi il numero delle reti) |
| ---------- | --- | ---------------------------------------------------------------- | ----------------------------------------------- |
| Atalanta   | Stefano Colantuono                                                                                          | Ezequiel Schelotto (37)                                          | Germán Denis (16)                               |
| Bologna    | Stefano Pioli (1ª) Pierpaolo Bisoli (2ª-6ª) Stefano Pioli (7ª-38ª)                                          | Marco Di Vaio (37)                                               | Marco Di Vaio (10)                              |
| Cagliari   | Davide Ballardini (1ª) Massimo Ficcadenti (2ª-11ª) Davide Ballardini (12ª-27ª) Massimo Ficcadenti (28ª-38ª) | Víctor Ibarbo (38)                                               | Mauricio Pinilla (8)                            |
| Catania    | Vincenzo Montella                                                                                           | Francesco Lodi (37)                                              | Francesco Lodi (9)                              |
| Cesena     | Daniele Arrigoni (1ª) Marco Giampaolo (2ª-10ª) Daniele Arrigoni (11ª-24ª) Mario Beretta (25ª-38ª)           | Roberto Guana, Marco Parolo (31)                                 | Adrian Mutu (8)                                 |
| Chievo     | Domenico Di Carlo                                                                                           | Stefano Sorrentino (37)                                          | Sergio Pellissier (8)                           |
| Fiorentina | Delio Rossi (1ª) Siniša Mihajlović (2ª-11ª) Delio Rossi (12ª-36ª) Vincenzo Guerini (37ª-38ª)                | Artur Boruc (36)                                                 | Stevan Jovetić (14)                             |
| Genoa      | Alberto Malesani (1ª-16ª) Pasquale Marino (17ª-30ª) Alberto Malesani (31ª-32ª) Luigi De Canio (33ª-38ª)     | Sébastien Frey (38)                                              | Rodrigo Palacio (19)                            |
| Inter      | Claudio Ranieri (1ª) Gian Piero Gasperini (2ª-4ª) Claudio Ranieri (5ª-29ª) Andrea Stramaccioni (30ª-38ª)    | Esteban Cambiasso (37)                                           | Diego Milito (24)                               |
| Juventus   | Antonio Conte                                                                                               | Andrea Pirlo (37)                                                | Alessandro Matri (10)                           |
| Lazio      | Edoardo Reja                                                                                                | Cristian Daniel Ledesma (37)                                     | Miroslav Klose (12)                             |
| Lecce      | Serse Cosmi (1ª) Eusebio Di Francesco (2ª-12ª) Serse Cosmi (13ª-38ª)                                        | Guillermo Giacomazzi, Juan Cuadrado, Nenad Tomović (33)          | David Di Michele (11)                           |
| Milan      | Massimiliano Allegri                                                                                        | Antonio Nocerino (35)                                            | Zlatan Ibrahimović (28)                         |
| Napoli     | Walter Mazzarri                                                                                             | Morgan De Sanctis, Marek Hamšík (37)                             | Edinson Cavani (23)                             |
| Novara     | Attilio Tesser (1ª-20ª) Emiliano Mondonico (21ª-26ª) Attilio Tesser (27ª-38ª)                               | Filippo Porcari, Marco Rigoni (35)                               | Marco Rigoni (11)                               |
| Palermo    | Bortolo Mutti (1ª) Devis Mangia (2ª-16ª) Bortolo Mutti (17ª-38ª)                                            | Édgar Barreto (34)                                               | Fabrizio Miccoli (16)                           |
| Parma      | Franco Colomba (1ª-17ª) Roberto Donadoni (18ª-38ª)                                                          | Jonathan Biabiany (38)                                           | Sebastian Giovinco (15)                         |
| Roma       | Luis Enrique                                                                                                | Daniele De Rossi (30)                                            | Pablo Osvaldo (11)                              |
| Siena      | Giuseppe Sannino                                                                                            | Franco Brienza (36)                                              | Mattia Destro (12)                              |
| Udinese    | Francesco Guidolin                                                                                          | Samir Handanovič (38)                                            | Antonio Di Natale (23)                          |

## Classifica finale
|         | Pos. | Squadra       | Pt | G  | V  | N  | P  | GF | GS | DR  |
| ------- | ---- | ------------- | -- | -- | -- | -- | -- | -- | -- | --- |
|         | 1.   | Juventus      | 84 | 38 | 23 | 15 | 0  | 68 | 20 | +48 |
|         | 2.   | Milan         | 80 | 38 | 24 | 8  | 6  | 74 | 33 | +41 |
|         | 3.   | Udinese       | 64 | 38 | 18 | 10 | 10 | 52 | 35 | +17 |
|         | 4.   | Lazio         | 62 | 38 | 18 | 8  | 12 | 56 | 47 | +9  |
| [ N 3 ] | 5.   | Napoli        | 61 | 38 | 16 | 13 | 9  | 66 | 46 | +20 |
| [ N 4 ] | 6.   | Inter         | 58 | 38 | 17 | 7  | 14 | 58 | 55 | +3  |
|         | 7.   | Roma          | 56 | 38 | 16 | 8  | 14 | 60 | 54 | +6  |
|         | 8.   | Parma         | 56 | 38 | 15 | 11 | 12 | 54 | 53 | +1  |
|         | 9.   | Bologna       | 51 | 38 | 13 | 12 | 13 | 41 | 43 | -2  |
|         | 10.  | Chievo        | 49 | 38 | 12 | 13 | 13 | 35 | 45 | -10 |
|         | 11.  | Catania       | 48 | 38 | 11 | 15 | 12 | 47 | 52 | -5  |
|         | 12.  | Atalanta (-6) | 46 | 38 | 13 | 13 | 12 | 41 | 43 | -2  |
|         | 13.  | Fiorentina    | 46 | 38 | 11 | 13 | 14 | 37 | 43 | -6  |
|         | 14.  | Siena         | 44 | 38 | 11 | 11 | 16 | 45 | 45 | 0   |
|         | 15.  | Cagliari      | 43 | 38 | 10 | 13 | 15 | 37 | 46 | -9  |
|         | 16.  | Palermo       | 43 | 38 | 11 | 10 | 17 | 52 | 62 | -10 |
|         | 17.  | Genoa         | 42 | 38 | 11 | 9  | 18 | 50 | 69 | -19 |
|         | 18.  | Lecce         | 36 | 38 | 8  | 12 | 18 | 40 | 56 | -16 |
|         | 19.  | Novara        | 32 | 38 | 7  | 11 | 20 | 35 | 65 | -30 |
|         | 20.  | Cesena        | 22 | 38 | 4  | 10 | 24 | 24 | 60 | -36 |

Legenda:
      Campione d'Italia e ammessa alla fase a gironi della UEFA Champions League 2012-2013.
      Ammessa alla fase a gironi della UEFA Champions League 2012-2013.
      Ammessa agli spareggi (percorso piazzate) della UEFA Champions League 2012-2013
      Ammessa alla fase a gironi della UEFA Europa League 2012-2013.
      Ammesse alle qualificazioni della UEFA Europa League 2012-2013.
      Retrocesse in Serie B 2012-2013.
Regolamento:
Tre punti a vittoria, uno a pareggio, zero a sconfitta.
In caso di arrivo di due o più squadre a pari punti, la graduatoria finale verrà stilata secondo la classifica avulsa tra le squadre interessate che prevede, in ordine, i seguenti criteri:
- Punti negli scontri diretti
- Differenza reti negli scontri diretti
- Differenza reti generale
- Reti realizzate in generale
- Sorteggio

Note:
L'Atalanta ha scontato 6 punti di penalizzazione.

### Squadra campione
| Formazione tipo | Giocatori (presenze)      |
| --- | ------------------------- |
| Buffon Barzagli Bonucci Chiellini Lichtsteiner (Pepe) Vidal Pirlo Marchisio Giaccherini Matri Vučinić | Gianluigi Buffon (35)     |
| Buffon Barzagli Bonucci Chiellini Lichtsteiner (Pepe) Vidal Pirlo Marchisio Giaccherini Matri Vučinić | Andrea Barzagli (35)      |
| Buffon Barzagli Bonucci Chiellini Lichtsteiner (Pepe) Vidal Pirlo Marchisio Giaccherini Matri Vučinić | Leonardo Bonucci (32)     |
| Buffon Barzagli Bonucci Chiellini Lichtsteiner (Pepe) Vidal Pirlo Marchisio Giaccherini Matri Vučinić | Giorgio Chiellini (34)    |
| Buffon Barzagli Bonucci Chiellini Lichtsteiner (Pepe) Vidal Pirlo Marchisio Giaccherini Matri Vučinić | Stephan Lichtsteiner (35) |
| Buffon Barzagli Bonucci Chiellini Lichtsteiner (Pepe) Vidal Pirlo Marchisio Giaccherini Matri Vučinić | Arturo Vidal (33)         |
| Buffon Barzagli Bonucci Chiellini Lichtsteiner (Pepe) Vidal Pirlo Marchisio Giaccherini Matri Vučinić | Andrea Pirlo (37)         |
| Buffon Barzagli Bonucci Chiellini Lichtsteiner (Pepe) Vidal Pirlo Marchisio Giaccherini Matri Vučinić | Claudio Marchisio (36)    |
| Buffon Barzagli Bonucci Chiellini Lichtsteiner (Pepe) Vidal Pirlo Marchisio Giaccherini Matri Vučinić | Emanuele Giaccherini (23) |
| Buffon Barzagli Bonucci Chiellini Lichtsteiner (Pepe) Vidal Pirlo Marchisio Giaccherini Matri Vučinić | Alessandro Matri (31)     |
| Buffon Barzagli Bonucci Chiellini Lichtsteiner (Pepe) Vidal Pirlo Marchisio Giaccherini Matri Vučinić | Mirko Vučinić (32)        |
| Altri giocatori: Simone Pepe (31), Alessandro Del Piero (23), Fabio Quagliarella (23), Paolo De Ceglie (21), Marcelo Estigarribia (14), Marco Borriello (13), Martín Cáceres (11), Michele Pazienza (8), Miloš Krasić (7), Simone Padoin (6), Eljero Elia (4), Luca Marrone (3), Marco Storari (3), Fabio Grosso (2). |                           |

## Risultati

### Tabellone
|            | Ata  | Bol  | Cag  | Cat  | Ces  | Chi  | Fio  | Gen  | Int  | Juv  | Laz  | Lec  | Mil  | Nap  | Nov  | Pal  | Par  | Rom  | Sie  | Udi  |
| ---------- | ---- | ---- | ---- | ---- | ---- | ---- | ---- | ---- | ---- | ---- | ---- | ---- | ---- | ---- | ---- | ---- | ---- | ---- | ---- | ---- |
| Atalanta   | –––– | 2-0  | 1-0  | 1-1  | 4-1  | 1-0  | 2-0  | 1-0  | 1-1  | 0-2  | 0-2  | 0-0  | 0-2  | 1-1  | 2-1  | 1-0  | 1-1  | 4-1  | 1-2  | 0-0  |
| Bologna    | 3-1  | –––– | 1-0  | 2-0  | 0-1  | 2-2  | 2-0  | 3-2  | 1-3  | 1-1  | 0-2  | 0-2  | 2-2  | 2-0  | 1-0  | 1-3  | 0-0  | 0-2  | 1-0  | 1-3  |
| Cagliari   | 2-0  | 1-1  | –––– | 3-0  | 3-0  | 0-0  | 0-0  | 3-0  | 2-2  | 0-2  | 0-3  | 1-2  | 0-2  | 0-0  | 2-1  | 2-1  | 0-0  | 4-2  | 0-0  | 0-0  |
| Catania    | 2-0  | 0-1  | 0-1  | –––– | 1-0  | 1-2  | 1-0  | 4-0  | 2-1  | 1-1  | 1-0  | 1-2  | 1-1  | 2-1  | 3-1  | 2-0  | 1-1  | 1-1  | 0-0  | 0-2  |
| Cesena     | 0-1  | 0-0  | 1-1  | 0-0  | –––– | 0-0  | 0-0  | 2-0  | 0-1  | 0-1  | 1-2  | 0-1  | 1-3  | 1-3  | 3-1  | 2-2  | 2-2  | 2-3  | 0-2  | 0-1  |
| Chievo     | 0-0  | 0-1  | 2-0  | 3-2  | 1-0  | –––– | 1-0  | 2-1  | 0-2  | 0-0  | 0-3  | 1-0  | 0-1  | 1-0  | 2-2  | 1-0  | 1-2  | 0-0  | 1-1  | 0-0  |
| Fiorentina | 2-2  | 2-0  | 0-0  | 2-2  | 2-0  | 1-2  | –––– | 1-0  | 0-0  | 0-5  | 1-2  | 0-1  | 0-0  | 0-3  | 2-2  | 0-0  | 3-0  | 3-0  | 2-1  | 3-2  |
| Genoa      | 2-2  | 2-1  | 2-1  | 3-0  | 1-1  | 0-1  | 2-2  | –––– | 0-1  | 0-0  | 3-2  | 0-0  | 0-2  | 3-2  | 1-0  | 2-0  | 2-2  | 2-1  | 1-4  | 3-2  |
| Inter      | 0-0  | 0-3  | 2-1  | 2-2  | 2-1  | 1-0  | 2-0  | 5-4  | –––– | 1-2  | 2-1  | 4-1  | 4-2  | 0-3  | 0-1  | 4-4  | 5-0  | 0-0  | 2-1  | 0-1  |
| Juventus   | 3-1  | 1-1  | 1-1  | 3-1  | 2-0  | 1-1  | 2-1  | 2-2  | 2-0  | –––– | 2-1  | 1-1  | 2-0  | 3-0  | 2-0  | 3-0  | 4-1  | 4-0  | 0-0  | 2-1  |
| Lazio      | 2-0  | 1-3  | 1-0  | 1-1  | 3-2  | 0-0  | 1-0  | 1-2  | 3-1  | 0-1  | –––– | 1-1  | 2-0  | 3-1  | 3-0  | 0-0  | 1-0  | 2-1  | 1-1  | 2-2  |
| Lecce      | 1-2  | 0-0  | 0-2  | 0-1  | 0-0  | 2-2  | 0-1  | 2-2  | 1-0  | 0-1  | 2-3  | –––– | 3-4  | 0-2  | 1-1  | 1-1  | 1-2  | 4-2  | 4-1  | 0-2  |
| Milan      | 2-0  | 1-1  | 3-0  | 4-0  | 1-0  | 4-0  | 1-2  | 1-0  | 0-1  | 1-1  | 2-2  | 2-0  | –––– | 0-0  | 2-1  | 3-0  | 4-1  | 2-1  | 2-0  | 1-1  |
| Napoli     | 1-3  | 1-1  | 6-3  | 2-2  | 0-0  | 2-0  | 0-0  | 6-1  | 1-0  | 3-3  | 0-0  | 4-2  | 3-1  | –––– | 2-0  | 2-0  | 1-2  | 1-3  | 2-1  | 2-0  |
| Novara     | 0-0  | 0-2  | 0-0  | 3-3  | 3-0  | 1-2  | 0-3  | 1-1  | 3-1  | 0-4  | 2-1  | 0-0  | 0-3  | 1-1  | –––– | 2-2  | 2-1  | 0-2  | 1-1  | 1-0  |
| Palermo    | 2-1  | 3-1  | 3-2  | 1-1  | 0-1  | 4-4  | 2-0  | 5-3  | 4-3  | 0-2  | 5-1  | 2-0  | 0-4  | 1-3  | 2-0  | –––– | 1-2  | 0-1  | 2-0  | 1-1  |
| Parma      | 1-2  | 1-0  | 3-0  | 3-3  | 2-0  | 2-1  | 2-2  | 3-1  | 3-1  | 0-0  | 3-1  | 3-3  | 0-2  | 1-2  | 2-0  | 0-0  | –––– | 0-1  | 3-1  | 2-0  |
| Roma       | 3-1  | 1-1  | 1-2  | 2-2  | 5-1  | 2-0  | 1-2  | 1-0  | 4-0  | 1-1  | 1-2  | 2-1  | 2-3  | 2-2  | 5-2  | 1-0  | 1-0  | –––– | 1-1  | 3-1  |
| Siena      | 2-2  | 1-1  | 3-0  | 0-1  | 2-0  | 4-1  | 0-0  | 0-2  | 0-1  | 0-1  | 4-0  | 3-0  | 1-4  | 1-1  | 0-2  | 4-1  | 0-2  | 1-0  | –––– | 1-0  |
| Udinese    | 0-0  | 2-0  | 0-0  | 2-1  | 4-1  | 2-1  | 2-0  | 2-0  | 1-3  | 0-0  | 2-0  | 2-1  | 1-2  | 2-2  | 3-0  | 1-0  | 3-1  | 2-0  | 2-1  | –––– |

### Calendario
Il sorteggio del calendario è avvenuto il 27 luglio 2011 presso gli studi televisivi Interactive Group a Milano, con copertura televisiva offerta da Sky Sport.
| andata (1ª) | andata (1ª) | 1ª giornata      | ritorno (20ª) | ritorno (20ª) |
|             |             |                  |               |               |
| 21 dic.     | 4-1         | Atalanta-Cesena  | 1-0           | 29 gen.       |
| 21 dic.     | 0-2         | Bologna-Roma     | 1-1           | 29 gen.       |
| 20 dic.     | 0-2         | Cagliari-Milan   | 0-3           | 29 gen.       |
| 21 dic.     | 4-1         | Inter-Lecce      | 0-1           | 29 gen.       |
| 21 dic.     | 0-0         | Lazio-Chievo     | 3-0           | 29 gen.       |
| 21 dic.     | 6-1         | Napoli-Genoa     | 2-3           | 29 gen.       |
| 21 dic.     | 2-2         | Novara-Palermo   | 0-2           | 29 gen.       |
| 21 dic.     | 3-3         | Parma-Catania    | 1-1           | 28 gen.       |
| 20 dic.     | 0-0         | Siena-Fiorentina | 1-2           | 29 gen.       |
| 21 dic.     | 0-0         | Udinese-Juventus | 1-2           | 28 gen.       |

| andata (2ª) | andata (2ª) | 2ª giornata        | ritorno (21ª) | ritorno (21ª) |  |
|             |             |                    |               |               |  |
| 11 set.     | 0-0         | Catania-Siena      | 1-0           | 22 feb.       |  |
| 10 set.     | 1-3         | Cesena-Napoli      | 0-0           | 1° feb.       |  |
| 11 set.     | 2-2         | Chievo-Novara      | 2-1           | 2 feb.        |  |
| 11 set.     | 2-0         | Fiorentina-Bologna | 0-2           | 21 feb.       |  |
| 11 set.     | 2-2         | Genoa-Atalanta     | 0-1           | 15 feb.       |  |
| 11 set.     | 4-1         | Juventus-Parma     | 0-0           | 15 feb.       |  |
| 11 set.     | 0-2         | Lecce-Udinese      | 1-2           | 1° feb.       |  |
| 9 set.      | 2-2         | Milan-Lazio        | 0-2           | 1° feb.       |  |
| 11 set.     | 4-3         | Palermo-Inter      | 4-4           | 1° feb.       |  |
| 11 set.     | 1-2         | Roma-Cagliari      | 2-4           | 1° feb.       |  |

| andata (1ª) | andata (1ª) | 1ª giornata      | ritorno (20ª) | ritorno (20ª) |
|             |             |                  |               |               |
| 21 dic.     | 4-1         | Atalanta-Cesena  | 1-0           | 29 gen.       |
| 21 dic.     | 0-2         | Bologna-Roma     | 1-1           | 29 gen.       |
| 20 dic.     | 0-2         | Cagliari-Milan   | 0-3           | 29 gen.       |
| 21 dic.     | 4-1         | Inter-Lecce      | 0-1           | 29 gen.       |
| 21 dic.     | 0-0         | Lazio-Chievo     | 3-0           | 29 gen.       |
| 21 dic.     | 6-1         | Napoli-Genoa     | 2-3           | 29 gen.       |
| 21 dic.     | 2-2         | Novara-Palermo   | 0-2           | 29 gen.       |
| 21 dic.     | 3-3         | Parma-Catania    | 1-1           | 28 gen.       |
| 20 dic.     | 0-0         | Siena-Fiorentina | 1-2           | 29 gen.       |
| 21 dic.     | 0-0         | Udinese-Juventus | 1-2           | 28 gen.       |

| andata (2ª) | andata (2ª) | 2ª giornata        | ritorno (21ª) | ritorno (21ª) |  |
|             |             |                    |               |               |  |
| 11 set.     | 0-0         | Catania-Siena      | 1-0           | 22 feb.       |  |
| 10 set.     | 1-3         | Cesena-Napoli      | 0-0           | 1° feb.       |  |
| 11 set.     | 2-2         | Chievo-Novara      | 2-1           | 2 feb.        |  |
| 11 set.     | 2-0         | Fiorentina-Bologna | 0-2           | 21 feb.       |  |
| 11 set.     | 2-2         | Genoa-Atalanta     | 0-1           | 15 feb.       |  |
| 11 set.     | 4-1         | Juventus-Parma     | 0-0           | 15 feb.       |  |
| 11 set.     | 0-2         | Lecce-Udinese      | 1-2           | 1° feb.       |  |
| 9 set.      | 2-2         | Milan-Lazio        | 0-2           | 1° feb.       |  |
| 11 set.     | 4-3         | Palermo-Inter      | 4-4           | 1° feb.       |  |
| 11 set.     | 1-2         | Roma-Cagliari      | 2-4           | 1° feb.       |  |

| andata (3ª) | andata (3ª) | 3ª giornata        | ritorno (22ª) | ritorno (22ª) |
|             |             |                    |               |               |
| 18 set.     | 1-0         | Atalanta-Palermo   | 1-2           | 5 feb.        |
| 18 set.     | 0-2         | Bologna-Lecce      | 0-0           | 5 feb.        |
| 17 set.     | 2-1         | Cagliari-Novara    | 0-0           | 5 feb.        |
| 18 set.     | 1-0         | Catania-Cesena     | 0-0           | 7 mar.        |
| 17 set.     | 0-0         | Inter-Roma         | 0-4           | 5 feb.        |
| 18 set.     | 1-2         | Lazio-Genoa        | 2-3           | 5 feb.        |
| 18 set.     | 3-1         | Napoli-Milan       | 0-0           | 5 feb.        |
| 18 set.     | 2-1         | Parma-Chievo       | 2-1           | 5 feb.        |
| 18 set.     | 0-1         | Siena-Juventus     | 0-0           | 5 feb.        |
| 18 set.     | 2-0         | Udinese-Fiorentina | 2-3           | 5 feb.        |

| andata (4ª) | andata (4ª) | 4ª giornata      | ritorno (23ª) | ritorno (23ª) |
|             |             |                  |               |               |
| 21 set.     | 1-2         | Cesena-Lazio     | 2-3           | 9 feb.        |
| 21 set.     | 1-0         | Chievo-Napoli    | 0-2           | 13 feb.       |
| 21 set.     | 3-0         | Fiorentina-Parma | 2-2           | 7 mar.        |
| 21 set.     | 3-0         | Genoa-Catania    | 0-4           | 12 feb.       |
| 21 set.     | 1-1         | Juventus-Bologna | 1-1           | 7 mar.        |
| 21 set.     | 1-2         | Lecce-Atalanta   | 0-0           | 12 feb.       |
| 21 set.     | 1-1         | Milan-Udinese    | 2-1           | 11 feb.       |
| 20 set.     | 3-1         | Novara-Inter     | 1-0           | 12 feb.       |
| 21 set.     | 3-2         | Palermo-Cagliari | 1-2           | 11 feb.       |
| 22 set.     | 1-1         | Roma-Siena       | 0-1           | 13 feb.       |

| andata (3ª) | andata (3ª) | 3ª giornata        | ritorno (22ª) | ritorno (22ª) |
|             |             |                    |               |               |
| 18 set.     | 1-0         | Atalanta-Palermo   | 1-2           | 5 feb.        |
| 18 set.     | 0-2         | Bologna-Lecce      | 0-0           | 5 feb.        |
| 17 set.     | 2-1         | Cagliari-Novara    | 0-0           | 5 feb.        |
| 18 set.     | 1-0         | Catania-Cesena     | 0-0           | 7 mar.        |
| 17 set.     | 0-0         | Inter-Roma         | 0-4           | 5 feb.        |
| 18 set.     | 1-2         | Lazio-Genoa        | 2-3           | 5 feb.        |
| 18 set.     | 3-1         | Napoli-Milan       | 0-0           | 5 feb.        |
| 18 set.     | 2-1         | Parma-Chievo       | 2-1           | 5 feb.        |
| 18 set.     | 0-1         | Siena-Juventus     | 0-0           | 5 feb.        |
| 18 set.     | 2-0         | Udinese-Fiorentina | 2-3           | 5 feb.        |

| andata (4ª) | andata (4ª) | 4ª giornata      | ritorno (23ª) | ritorno (23ª) |
|             |             |                  |               |               |
| 21 set.     | 1-2         | Cesena-Lazio     | 2-3           | 9 feb.        |
| 21 set.     | 1-0         | Chievo-Napoli    | 0-2           | 13 feb.       |
| 21 set.     | 3-0         | Fiorentina-Parma | 2-2           | 7 mar.        |
| 21 set.     | 3-0         | Genoa-Catania    | 0-4           | 12 feb.       |
| 21 set.     | 1-1         | Juventus-Bologna | 1-1           | 7 mar.        |
| 21 set.     | 1-2         | Lecce-Atalanta   | 0-0           | 12 feb.       |
| 21 set.     | 1-1         | Milan-Udinese    | 2-1           | 11 feb.       |
| 20 set.     | 3-1         | Novara-Inter     | 1-0           | 12 feb.       |
| 21 set.     | 3-2         | Palermo-Cagliari | 1-2           | 11 feb.       |
| 22 set.     | 1-1         | Roma-Siena       | 0-1           | 13 feb.       |

| andata (5ª) | andata (5ª) | 5ª giornata       | ritorno (24ª) | ritorno (24ª) |
|             |             |                   |               |               |
| 25 set.     | 2-1         | Atalanta-Novara   | 0-0           | 19 feb.       |
| 24 set.     | 1-3         | Bologna-Inter     | 3-0           | 17 feb.       |
| 25 set.     | 0-0         | Cagliari-Udinese  | 0-0           | 19 feb.       |
| 25 set.     | 1-1         | Catania-Juventus  | 1-3           | 18 feb.       |
| 25 set.     | 2-1         | Chievo-Genoa      | 1-0           | 19 feb.       |
| 25 set.     | 0-0         | Lazio-Palermo     | 1-5           | 19 feb.       |
| 24 set.     | 1-0         | Milan-Cesena      | 3-1           | 19 feb.       |
| 24 set.     | 0-0         | Napoli-Fiorentina | 3-0           | 17 feb.       |
| 25 set.     | 0-1         | Parma-Roma        | 0-1           | 19 feb.       |
| 25 set.     | 3-0         | Siena-Lecce       | 1-4           | 19 feb.       |

| andata (6ª) | andata (6ª) | 6ª giornata      | ritorno (25ª) | ritorno (25ª) |
|             |             |                  |               |               |
| 2 ott.      | 0-0         | Cesena-Chievo    | 0-1           | 26 feb.       |
| 2 ott.      | 1-2         | Fiorentina-Lazio | 0-1           | 26 feb.       |
| 1° ott.     | 0-3         | Inter-Napoli     | 0-1           | 26 feb.       |
| 2 ott.      | 2-0         | Juventus-Milan   | 1-1           | 25 feb.       |
| 2 ott.      | 0-2         | Lecce-Cagliari   | 2-1           | 26 feb.       |
| 2 ott.      | 3-3         | Novara-Catania   | 1-3           | 26 feb.       |
| 2 ott.      | 2-0         | Palermo-Siena    | 1-4           | 26 feb.       |
| 2 ott.      | 3-1         | Parma-Genoa      | 2-2           | 25 feb.       |
| 1° ott.     | 3-1         | Roma-Atalanta    | 1-4           | 26 feb.       |
| 2 ott.      | 2-0         | Udinese-Bologna  | 3-1           | 26 feb.       |

| andata (5ª) | andata (5ª) | 5ª giornata       | ritorno (24ª) | ritorno (24ª) |
|             |             |                   |               |               |
| 25 set.     | 2-1         | Atalanta-Novara   | 0-0           | 19 feb.       |
| 24 set.     | 1-3         | Bologna-Inter     | 3-0           | 17 feb.       |
| 25 set.     | 0-0         | Cagliari-Udinese  | 0-0           | 19 feb.       |
| 25 set.     | 1-1         | Catania-Juventus  | 1-3           | 18 feb.       |
| 25 set.     | 2-1         | Chievo-Genoa      | 1-0           | 19 feb.       |
| 25 set.     | 0-0         | Lazio-Palermo     | 1-5           | 19 feb.       |
| 24 set.     | 1-0         | Milan-Cesena      | 3-1           | 19 feb.       |
| 24 set.     | 0-0         | Napoli-Fiorentina | 3-0           | 17 feb.       |
| 25 set.     | 0-1         | Parma-Roma        | 0-1           | 19 feb.       |
| 25 set.     | 3-0         | Siena-Lecce       | 1-4           | 19 feb.       |

| andata (6ª) | andata (6ª) | 6ª giornata      | ritorno (25ª) | ritorno (25ª) |
|             |             |                  |               |               |
| 2 ott.      | 0-0         | Cesena-Chievo    | 0-1           | 26 feb.       |
| 2 ott.      | 1-2         | Fiorentina-Lazio | 0-1           | 26 feb.       |
| 1° ott.     | 0-3         | Inter-Napoli     | 0-1           | 26 feb.       |
| 2 ott.      | 2-0         | Juventus-Milan   | 1-1           | 25 feb.       |
| 2 ott.      | 0-2         | Lecce-Cagliari   | 2-1           | 26 feb.       |
| 2 ott.      | 3-3         | Novara-Catania   | 1-3           | 26 feb.       |
| 2 ott.      | 2-0         | Palermo-Siena    | 1-4           | 26 feb.       |
| 2 ott.      | 3-1         | Parma-Genoa      | 2-2           | 25 feb.       |
| 1° ott.     | 3-1         | Roma-Atalanta    | 1-4           | 26 feb.       |
| 2 ott.      | 2-0         | Udinese-Bologna  | 3-1           | 26 feb.       |

| andata (7ª) | andata (7ª) | 7ª giornata       | ritorno (26ª) | ritorno (26ª) |
|             |             |                   |               |               |
| 16 ott.     | 0-0         | Atalanta-Udinese  | 0-0           | 4 mar.        |
| 16 ott.     | 0-0         | Cagliari-Siena    | 0-3           | 4 mar.        |
| 15 ott.     | 2-1         | Catania-Inter     | 2-2           | 4 mar.        |
| 16 ott.     | 0-0         | Cesena-Fiorentina | 0-2           | 4 mar.        |
| 16 ott.     | 0-0         | Chievo-Juventus   | 1-1           | 3 mar.        |
| 16 ott.     | 0-0         | Genoa-Lecce       | 2-2           | 4 mar.        |
| 16 ott.     | 2-1         | Lazio-Roma        | 2-1           | 4 mar.        |
| 15 ott.     | 3-0         | Milan-Palermo     | 4-0           | 3 mar.        |
| 15 ott.     | 1-2         | Napoli-Parma      | 2-1           | 4 mar.        |
| 16 ott.     | 0-2         | Novara-Bologna    | 0-1           | 4 mar.        |

| andata (8ª) | andata (8ª) | 8ª giornata        | ritorno (27ª) | ritorno (27ª) |
|             |             |                    |               |               |
| 23 ott.     | 0-2         | Bologna-Lazio      | 3-1           | 11 mar.       |
| 23 ott.     | 0-0         | Cagliari-Napoli    | 3-6           | 9 mar.        |
| 22 ott.     | 2-2         | Fiorentina-Catania | 0-1           | 11 mar.       |
| 23 ott.     | 1-0         | Inter-Chievo       | 2-0           | 9 mar.        |
| 22 ott.     | 2-2         | Juventus-Genoa     | 0-0           | 11 mar.       |
| 23 ott.     | 3-4         | Lecce-Milan        | 0-2           | 11 mar.       |
| 23 ott.     | 1-2         | Parma-Atalanta     | 1-1           | 11 mar.       |
| 23 ott.     | 1-0         | Roma-Palermo       | 1-0           | 10 mar.       |
| 23 ott.     | 2-0         | Siena-Cesena       | 2-0           | 11 mar.       |
| 23 ott.     | 3-0         | Udinese-Novara     | 0-1           | 11 mar.       |

| andata (7ª) | andata (7ª) | 7ª giornata       | ritorno (26ª) | ritorno (26ª) |
|             |             |                   |               |               |
| 16 ott.     | 0-0         | Atalanta-Udinese  | 0-0           | 4 mar.        |
| 16 ott.     | 0-0         | Cagliari-Siena    | 0-3           | 4 mar.        |
| 15 ott.     | 2-1         | Catania-Inter     | 2-2           | 4 mar.        |
| 16 ott.     | 0-0         | Cesena-Fiorentina | 0-2           | 4 mar.        |
| 16 ott.     | 0-0         | Chievo-Juventus   | 1-1           | 3 mar.        |
| 16 ott.     | 0-0         | Genoa-Lecce       | 2-2           | 4 mar.        |
| 16 ott.     | 2-1         | Lazio-Roma        | 2-1           | 4 mar.        |
| 15 ott.     | 3-0         | Milan-Palermo     | 4-0           | 3 mar.        |
| 15 ott.     | 1-2         | Napoli-Parma      | 2-1           | 4 mar.        |
| 16 ott.     | 0-2         | Novara-Bologna    | 0-1           | 4 mar.        |

| andata (8ª) | andata (8ª) | 8ª giornata        | ritorno (27ª) | ritorno (27ª) |
|             |             |                    |               |               |
| 23 ott.     | 0-2         | Bologna-Lazio      | 3-1           | 11 mar.       |
| 23 ott.     | 0-0         | Cagliari-Napoli    | 3-6           | 9 mar.        |
| 22 ott.     | 2-2         | Fiorentina-Catania | 0-1           | 11 mar.       |
| 23 ott.     | 1-0         | Inter-Chievo       | 2-0           | 9 mar.        |
| 22 ott.     | 2-2         | Juventus-Genoa     | 0-0           | 11 mar.       |
| 23 ott.     | 3-4         | Lecce-Milan        | 0-2           | 11 mar.       |
| 23 ott.     | 1-2         | Parma-Atalanta     | 1-1           | 11 mar.       |
| 23 ott.     | 1-0         | Roma-Palermo       | 1-0           | 10 mar.       |
| 23 ott.     | 2-0         | Siena-Cesena       | 2-0           | 11 mar.       |
| 23 ott.     | 3-0         | Udinese-Novara     | 0-1           | 11 mar.       |

| andata (9ª) | andata (9ª) | 9ª giornata         | ritorno (28ª) | ritorno (28ª) |
|             |             |                     |               |               |
| 26 ott.     | 1-1         | Atalanta-Inter      | 0-0           | 18 mar.       |
| 26 ott.     | 1-1         | Cesena-Cagliari     | 0-3           | 18 mar.       |
| 26 ott.     | 0-1         | Chievo-Bologna      | 2-2           | 18 mar.       |
| 26 ott.     | 2-1         | Genoa-Roma          | 0-1           | 19 mar.       |
| 25 ott.     | 2-1         | Juventus-Fiorentina | 5-0           | 17 mar.       |
| 26 ott.     | 1-1         | Lazio-Catania       | 0-1           | 18 mar.       |
| 26 ott.     | 4-1         | Milan-Parma         | 2-0           | 17 mar.       |
| 26 ott.     | 2-0         | Napoli-Udinese      | 2-2           | 18 mar.       |
| 26 ott.     | 1-1         | Novara-Siena        | 2-0           | 18 mar.       |
| 27 ott.     | 2-0         | Palermo-Lecce       | 1-1           | 18 mar.       |

| andata (10ª) | andata (10ª) | 10ª giornata     | ritorno (29ª) | ritorno (29ª) |
|              |              |                  |               |               |
| 30 ott.      | 3-1          | Bologna-Atalanta | 0-2           | 25 mar.       |
| 30 ott.      | 0-3          | Cagliari-Lazio   | 0-1           | 25 mar.       |
| 29 ott.      | 2-1          | Catania-Napoli   | 2-2           | 25 mar.       |
| 30 ott.      | 1-0          | Fiorentina-Genoa | 2-2           | 25 mar.       |
| 29 ott.      | 1-2          | Inter-Juventus   | 0-2           | 25 mar.       |
| 30 ott.      | 1-1          | Lecce-Novara     | 0-0           | 25 mar.       |
| 30 ott.      | 2-0          | Parma-Cesena     | 2-2           | 25 mar.       |
| 29 ott.      | 2-3          | Roma-Milan       | 1-2           | 24 mar.       |
| 30 ott.      | 4-1          | Siena-Chievo     | 1-1           | 25 mar.       |
| 30 ott.      | 1-0          | Udinese-Palermo  | 1-1           | 24 mar.       |

| andata (9ª) | andata (9ª) | 9ª giornata         | ritorno (28ª) | ritorno (28ª) |
|             |             |                     |               |               |
| 26 ott.     | 1-1         | Atalanta-Inter      | 0-0           | 18 mar.       |
| 26 ott.     | 1-1         | Cesena-Cagliari     | 0-3           | 18 mar.       |
| 26 ott.     | 0-1         | Chievo-Bologna      | 2-2           | 18 mar.       |
| 26 ott.     | 2-1         | Genoa-Roma          | 0-1           | 19 mar.       |
| 25 ott.     | 2-1         | Juventus-Fiorentina | 5-0           | 17 mar.       |
| 26 ott.     | 1-1         | Lazio-Catania       | 0-1           | 18 mar.       |
| 26 ott.     | 4-1         | Milan-Parma         | 2-0           | 17 mar.       |
| 26 ott.     | 2-0         | Napoli-Udinese      | 2-2           | 18 mar.       |
| 26 ott.     | 1-1         | Novara-Siena        | 2-0           | 18 mar.       |
| 27 ott.     | 2-0         | Palermo-Lecce       | 1-1           | 18 mar.       |

| andata (10ª) | andata (10ª) | 10ª giornata     | ritorno (29ª) | ritorno (29ª) |
|              |              |                  |               |               |
| 30 ott.      | 3-1          | Bologna-Atalanta | 0-2           | 25 mar.       |
| 30 ott.      | 0-3          | Cagliari-Lazio   | 0-1           | 25 mar.       |
| 29 ott.      | 2-1          | Catania-Napoli   | 2-2           | 25 mar.       |
| 30 ott.      | 1-0          | Fiorentina-Genoa | 2-2           | 25 mar.       |
| 29 ott.      | 1-2          | Inter-Juventus   | 0-2           | 25 mar.       |
| 30 ott.      | 1-1          | Lecce-Novara     | 0-0           | 25 mar.       |
| 30 ott.      | 2-0          | Parma-Cesena     | 2-2           | 25 mar.       |
| 29 ott.      | 2-3          | Roma-Milan       | 1-2           | 24 mar.       |
| 30 ott.      | 4-1          | Siena-Chievo     | 1-1           | 25 mar.       |
| 30 ott.      | 1-0          | Udinese-Palermo  | 1-1           | 24 mar.       |

| andata (11ª) | andata (11ª) | 11ª giornata      | ritorno (30ª) | ritorno (30ª) |
|              |              |                   |               |               |
| 6 nov.       | 1-0          | Atalanta-Cagliari | 0-2           | 1° apr.       |
| 6 nov.       | 0-1          | Cesena-Lecce      | 0-0           | 1° apr.       |
| 6 nov.       | 1-0          | Chievo-Fiorentina | 2-1           | 1° apr.       |
| 13 dic.      | 0-1          | Genoa-Inter       | 4-5           | 1° apr.       |
| 6 nov.       | 1-0          | Lazio-Parma       | 1-3           | 31 mar.       |
| 6 nov.       | 4-0          | Milan-Catania     | 1-1           | 31 mar.       |
| 29 nov.      | 3-3          | Napoli-Juventus   | 0-3           | 1° apr.       |
| 5 nov.       | 0-2          | Novara-Roma       | 2-5           | 1° apr.       |
| 5 nov.       | 3-1          | Palermo-Bologna   | 3-1           | 1° apr.       |
| 6 nov.       | 2-1          | Udinese-Siena     | 0-1           | 1° apr.       |

| andata (12ª) | andata (12ª) | 12ª giornata     | ritorno (31ª) | ritorno (31ª) |
|              |              |                  |               |               |
| 20 nov.      | 0-1          | Bologna-Cesena   | 0-0           | 7 apr.        |
| 20 nov.      | 1-2          | Catania-Chievo   | 2-3           | 7 apr.        |
| 19 nov.      | 0-0          | Fiorentina-Milan | 2-1           | 7 apr.        |
| 20 nov.      | 1-0          | Genoa-Novara     | 1-1           | 7 apr.        |
| 19 nov.      | 2-1          | Inter-Cagliari   | 2-2           | 7 apr.        |
| 20 nov.      | 3-0          | Juventus-Palermo | 2-0           | 7 apr.        |
| 19 nov.      | 0-0          | Napoli-Lazio     | 1-3           | 7 apr.        |
| 20 nov.      | 2-0          | Parma-Udinese    | 1-3           | 7 apr.        |
| 20 nov.      | 2-1          | Roma-Lecce       | 2-4           | 7 apr.        |
| 20 nov.      | 2-2          | Siena-Atalanta   | 2-1           | 7 apr.        |

| andata (11ª) | andata (11ª) | 11ª giornata      | ritorno (30ª) | ritorno (30ª) |
|              |              |                   |               |               |
| 6 nov.       | 1-0          | Atalanta-Cagliari | 0-2           | 1° apr.       |
| 6 nov.       | 0-1          | Cesena-Lecce      | 0-0           | 1° apr.       |
| 6 nov.       | 1-0          | Chievo-Fiorentina | 2-1           | 1° apr.       |
| 13 dic.      | 0-1          | Genoa-Inter       | 4-5           | 1° apr.       |
| 6 nov.       | 1-0          | Lazio-Parma       | 1-3           | 31 mar.       |
| 6 nov.       | 4-0          | Milan-Catania     | 1-1           | 31 mar.       |
| 29 nov.      | 3-3          | Napoli-Juventus   | 0-3           | 1° apr.       |
| 5 nov.       | 0-2          | Novara-Roma       | 2-5           | 1° apr.       |
| 5 nov.       | 3-1          | Palermo-Bologna   | 3-1           | 1° apr.       |
| 6 nov.       | 2-1          | Udinese-Siena     | 0-1           | 1° apr.       |

| andata (12ª) | andata (12ª) | 12ª giornata     | ritorno (31ª) | ritorno (31ª) |
|              |              |                  |               |               |
| 20 nov.      | 0-1          | Bologna-Cesena   | 0-0           | 7 apr.        |
| 20 nov.      | 1-2          | Catania-Chievo   | 2-3           | 7 apr.        |
| 19 nov.      | 0-0          | Fiorentina-Milan | 2-1           | 7 apr.        |
| 20 nov.      | 1-0          | Genoa-Novara     | 1-1           | 7 apr.        |
| 19 nov.      | 2-1          | Inter-Cagliari   | 2-2           | 7 apr.        |
| 20 nov.      | 3-0          | Juventus-Palermo | 2-0           | 7 apr.        |
| 19 nov.      | 0-0          | Napoli-Lazio     | 1-3           | 7 apr.        |
| 20 nov.      | 2-0          | Parma-Udinese    | 1-3           | 7 apr.        |
| 20 nov.      | 2-1          | Roma-Lecce       | 2-4           | 7 apr.        |
| 20 nov.      | 2-2          | Siena-Atalanta   | 2-1           | 7 apr.        |

| andata (13ª) | andata (13ª) | 13ª giornata       | ritorno (32ª) | ritorno (32ª) |
|              |              |                    |               |               |
| 26 nov.      | 1-1          | Atalanta-Napoli    | 3-1           | 11 apr.       |
| 27 nov.      | 1-1          | Cagliari-Bologna   | 0-1           | 12 apr.       |
| 27 nov.      | 2-0          | Cesena-Genoa       | 1-1           | 11 apr.       |
| 26 nov.      | 0-1          | Lazio-Juventus     | 1-2           | 11 apr.       |
| 26 nov.      | 0-1          | Lecce-Catania      | 2-1           | 11 apr.       |
| 27 nov.      | 4-0          | Milan-Chievo       | 1-0           | 10 apr.       |
| 26 nov.      | 2-1          | Novara-Parma       | 0-2           | 11 apr.       |
| 27 nov.      | 2-0          | Palermo-Fiorentina | 0-0           | 11 apr.       |
| 27 nov.      | 0-1          | Siena-Inter        | 1-2           | 11 apr.       |
| 25 nov.      | 2-0          | Udinese-Roma       | 1-3           | 11 apr.       |

| andata (14ª) | andata (14ª) | 14ª giornata     | ritorno (33ª) | ritorno (33ª) |
|              |              |                  |               |               |
| 4 dic.       | 1-0          | Bologna-Siena    | 1-1           | 25 apr.       |
| 4 dic.       | 0-1          | Catania-Cagliari | 0-3           | 24 apr.       |
| 4 dic.       | 0-0          | Chievo-Atalanta  | 0-1           | 24 apr.       |
| 4 dic.       | 3-0          | Fiorentina-Roma  | 2-1           | 25 apr.       |
| 2 dic.       | 0-2          | Genoa-Milan      | 0-1           | 25 apr.       |
| 3 dic.       | 0-1          | Inter-Udinese    | 3-1           | 25 apr.       |
| 4 dic.       | 2-0          | Juventus-Cesena  | 1-0           | 25 apr.       |
| 5 dic.       | 3-0          | Lazio-Novara     | 1-2           | 25 apr.       |
| 3 dic.       | 4-2          | Napoli-Lecce     | 2-0           | 25 apr.       |
| 4 dic.       | 0-0          | Parma-Palermo    | 2-1           | 25 apr.       |

| andata (13ª) | andata (13ª) | 13ª giornata       | ritorno (32ª) | ritorno (32ª) |
|              |              |                    |               |               |
| 26 nov.      | 1-1          | Atalanta-Napoli    | 3-1           | 11 apr.       |
| 27 nov.      | 1-1          | Cagliari-Bologna   | 0-1           | 12 apr.       |
| 27 nov.      | 2-0          | Cesena-Genoa       | 1-1           | 11 apr.       |
| 26 nov.      | 0-1          | Lazio-Juventus     | 1-2           | 11 apr.       |
| 26 nov.      | 0-1          | Lecce-Catania      | 2-1           | 11 apr.       |
| 27 nov.      | 4-0          | Milan-Chievo       | 1-0           | 10 apr.       |
| 26 nov.      | 2-1          | Novara-Parma       | 0-2           | 11 apr.       |
| 27 nov.      | 2-0          | Palermo-Fiorentina | 0-0           | 11 apr.       |
| 27 nov.      | 0-1          | Siena-Inter        | 1-2           | 11 apr.       |
| 25 nov.      | 2-0          | Udinese-Roma       | 1-3           | 11 apr.       |

| andata (14ª) | andata (14ª) | 14ª giornata     | ritorno (33ª) | ritorno (33ª) |
|              |              |                  |               |               |
| 4 dic.       | 1-0          | Bologna-Siena    | 1-1           | 25 apr.       |
| 4 dic.       | 0-1          | Catania-Cagliari | 0-3           | 24 apr.       |
| 4 dic.       | 0-0          | Chievo-Atalanta  | 0-1           | 24 apr.       |
| 4 dic.       | 3-0          | Fiorentina-Roma  | 2-1           | 25 apr.       |
| 2 dic.       | 0-2          | Genoa-Milan      | 0-1           | 25 apr.       |
| 3 dic.       | 0-1          | Inter-Udinese    | 3-1           | 25 apr.       |
| 4 dic.       | 2-0          | Juventus-Cesena  | 1-0           | 25 apr.       |
| 5 dic.       | 3-0          | Lazio-Novara     | 1-2           | 25 apr.       |
| 3 dic.       | 4-2          | Napoli-Lecce     | 2-0           | 25 apr.       |
| 4 dic.       | 0-0          | Parma-Palermo    | 2-1           | 25 apr.       |

| andata (15ª) | andata (15ª) | 15ª giornata     | ritorno (34ª) | ritorno (34ª) |
|              |              |                  |               |               |
| 11 dic.      | 1-1          | Atalanta-Catania | 0-2           | 21 apr.       |
| 11 dic.      | 2-2          | Bologna-Milan    | 1-1           | 22 apr.       |
| 11 dic.      | 0-0          | Cagliari-Parma   | 0-3           | 21 apr.       |
| 10 dic.      | 2-0          | Inter-Fiorentina | 0-0           | 22 apr.       |
| 10 dic.      | 2-3          | Lecce-Lazio      | 1-1           | 22 apr.       |
| 11 dic.      | 1-1          | Novara-Napoli    | 0-2           | 21 apr.       |
| 10 dic.      | 0-1          | Palermo-Cesena   | 2-2           | 22 apr.       |
| 12 dic.      | 1-1          | Roma-Juventus    | 0-4           | 22 apr.       |
| 10 dic.      | 0-2          | Siena-Genoa      | 4-1           | 22 apr.       |
| 11 dic.      | 2-1          | Udinese-Chievo   | 0-0           | 21 apr.       |

| andata (16ª) | andata (16ª) | 16ª giornata        | ritorno (35ª) | ritorno (35ª) |
|              |              |                     |               |               |
| 18 dic.      | 2-0          | Catania-Palermo     | 1-1           | 28 apr.       |
| 18 dic.      | 0-1          | Cesena-Inter        | 1-2           | 29 apr.       |
| 17 dic.      | 2-0          | Chievo-Cagliari     | 0-0           | 28 apr.       |
| 17 dic.      | 2-2          | Fiorentina-Atalanta | 0-2           | 29 apr.       |
| 18 dic.      | 2-1          | Genoa-Bologna       | 2-3           | 29 apr.       |
| 18 dic.      | 2-0          | Juventus-Novara     | 4-0           | 29 apr.       |
| 18 dic.      | 2-2          | Lazio-Udinese       | 0-2           | 29 apr.       |
| 17 dic.      | 2-0          | Milan-Siena         | 4-1           | 29 apr.       |
| 18 dic.      | 1-3          | Napoli-Roma         | 2-2           | 28 apr.       |
| 18 dic.      | 3-3          | Parma-Lecce         | 2-1           | 29 apr.       |

| andata (15ª) | andata (15ª) | 15ª giornata     | ritorno (34ª) | ritorno (34ª) |
|              |              |                  |               |               |
| 11 dic.      | 1-1          | Atalanta-Catania | 0-2           | 21 apr.       |
| 11 dic.      | 2-2          | Bologna-Milan    | 1-1           | 22 apr.       |
| 11 dic.      | 0-0          | Cagliari-Parma   | 0-3           | 21 apr.       |
| 10 dic.      | 2-0          | Inter-Fiorentina | 0-0           | 22 apr.       |
| 10 dic.      | 2-3          | Lecce-Lazio      | 1-1           | 22 apr.       |
| 11 dic.      | 1-1          | Novara-Napoli    | 0-2           | 21 apr.       |
| 10 dic.      | 0-1          | Palermo-Cesena   | 2-2           | 22 apr.       |
| 12 dic.      | 1-1          | Roma-Juventus    | 0-4           | 22 apr.       |
| 10 dic.      | 0-2          | Siena-Genoa      | 4-1           | 22 apr.       |
| 11 dic.      | 2-1          | Udinese-Chievo   | 0-0           | 21 apr.       |

| andata (16ª) | andata (16ª) | 16ª giornata        | ritorno (35ª) | ritorno (35ª) |
|              |              |                     |               |               |
| 18 dic.      | 2-0          | Catania-Palermo     | 1-1           | 28 apr.       |
| 18 dic.      | 0-1          | Cesena-Inter        | 1-2           | 29 apr.       |
| 17 dic.      | 2-0          | Chievo-Cagliari     | 0-0           | 28 apr.       |
| 17 dic.      | 2-2          | Fiorentina-Atalanta | 0-2           | 29 apr.       |
| 18 dic.      | 2-1          | Genoa-Bologna       | 2-3           | 29 apr.       |
| 18 dic.      | 2-0          | Juventus-Novara     | 4-0           | 29 apr.       |
| 18 dic.      | 2-2          | Lazio-Udinese       | 0-2           | 29 apr.       |
| 17 dic.      | 2-0          | Milan-Siena         | 4-1           | 29 apr.       |
| 18 dic.      | 1-3          | Napoli-Roma         | 2-2           | 28 apr.       |
| 18 dic.      | 3-3          | Parma-Lecce         | 2-1           | 29 apr.       |

| andata (17ª) | andata (17ª) | 17ª giornata      | ritorno (36ª) | ritorno (36ª) |
|              |              |                   |               |               |
| 8 gen.       | 0-2          | Atalanta-Milan    | 0-2           | 2 mag.        |
| 8 gen.       | 2-0          | Bologna-Catania   | 1-0           | 2 mag.        |
| 8 gen.       | 3-0          | Cagliari-Genoa    | 1-2           | 2 mag.        |
| 7 gen.       | 5-0          | Inter-Parma       | 1-3           | 2 mag.        |
| 8 gen.       | 0-1          | Lecce-Juventus    | 1-1           | 2 mag.        |
| 8 gen.       | 0-3          | Novara-Fiorentina | 2-2           | 2 mag.        |
| 8 gen.       | 1-3          | Palermo-Napoli    | 0-2           | 1° mag.       |
| 8 gen.       | 2-0          | Roma-Chievo       | 0-0           | 1° mag.       |
| 7 gen.       | 4-0          | Siena-Lazio       | 1-1           | 2 mag.        |
| 8 gen.       | 4-1          | Udinese-Cesena    | 1-0           | 2 mag.        |

| andata (18ª) | andata (18ª) | 18ª giornata      | ritorno (37ª) | ritorno (37ª) |
|              |              |                   |               |               |
| 14 gen.      | 1-1          | Catania-Roma      | 2-2           | 5 mag.        |
| 15 gen.      | 3-1          | Cesena-Novara     | 0-3           | 6 mag.        |
| 15 gen.      | 1-0          | Chievo-Palermo    | 4-4           | 6 mag.        |
| 15 gen.      | 0-1          | Fiorentina-Lecce  | 1-0           | 5 mag.        |
| 15 gen.      | 3-2          | Genoa-Udinese     | 0-2           | 6 mag.        |
| 15 gen.      | 1-1          | Juventus-Cagliari | 2-0           | 6 mag.        |
| 15 gen.      | 2-0          | Lazio-Atalanta    | 2-0           | 6 mag.        |
| 15 gen.      | 0-1          | Milan-Inter       | 2-4           | 6 mag.        |
| 16 gen.      | 1-1          | Napoli-Bologna    | 0-2           | 6 mag.        |
| 15 gen.      | 3-1          | Parma-Siena       | 2-0           | 6 mag.        |

| andata (17ª) | andata (17ª) | 17ª giornata      | ritorno (36ª) | ritorno (36ª) |
|              |              |                   |               |               |
| 8 gen.       | 0-2          | Atalanta-Milan    | 0-2           | 2 mag.        |
| 8 gen.       | 2-0          | Bologna-Catania   | 1-0           | 2 mag.        |
| 8 gen.       | 3-0          | Cagliari-Genoa    | 1-2           | 2 mag.        |
| 7 gen.       | 5-0          | Inter-Parma       | 1-3           | 2 mag.        |
| 8 gen.       | 0-1          | Lecce-Juventus    | 1-1           | 2 mag.        |
| 8 gen.       | 0-3          | Novara-Fiorentina | 2-2           | 2 mag.        |
| 8 gen.       | 1-3          | Palermo-Napoli    | 0-2           | 1° mag.       |
| 8 gen.       | 2-0          | Roma-Chievo       | 0-0           | 1° mag.       |
| 7 gen.       | 4-0          | Siena-Lazio       | 1-1           | 2 mag.        |
| 8 gen.       | 4-1          | Udinese-Cesena    | 1-0           | 2 mag.        |

| andata (18ª) | andata (18ª) | 18ª giornata      | ritorno (37ª) | ritorno (37ª) |
|              |              |                   |               |               |
| 14 gen.      | 1-1          | Catania-Roma      | 2-2           | 5 mag.        |
| 15 gen.      | 3-1          | Cesena-Novara     | 0-3           | 6 mag.        |
| 15 gen.      | 1-0          | Chievo-Palermo    | 4-4           | 6 mag.        |
| 15 gen.      | 0-1          | Fiorentina-Lecce  | 1-0           | 5 mag.        |
| 15 gen.      | 3-2          | Genoa-Udinese     | 0-2           | 6 mag.        |
| 15 gen.      | 1-1          | Juventus-Cagliari | 2-0           | 6 mag.        |
| 15 gen.      | 2-0          | Lazio-Atalanta    | 2-0           | 6 mag.        |
| 15 gen.      | 0-1          | Milan-Inter       | 2-4           | 6 mag.        |
| 16 gen.      | 1-1          | Napoli-Bologna    | 0-2           | 6 mag.        |
| 15 gen.      | 3-1          | Parma-Siena       | 2-0           | 6 mag.        |

| \| andata (19ª) \| andata (19ª) \| 19ª giornata \| ritorno (38ª) \| ritorno (38ª) \| \| \| \| \| \| \| \| 21 gen. \| 0-2 \| Atalanta-Juventus \| 1-3 \| 13 mag. \| \| 22 gen. \| 0-0 \| Bologna-Parma \| 0-1 \| 13 mag. \| \| 22 gen. \| 0-0 \| [N 15]Cagliari-Fiorentina \| 0-0 \| 13 mag. \| \| 22 gen. \| 2-1 \| Inter-Lazio \| 1-3 \| 13 mag. \| \| 22 gen. \| 2-2 \| Lecce-Chievo \| 0-1 \| 13 mag. \| \| 22 gen. \| 0-3 \| Novara-Milan \| 1-2 \| 13 mag. \| \| 22 gen. \| 5-3 \| Palermo-Genoa \| 0-2 \| 13 mag. \| \| 21 gen. \| 5-1 \| Roma-Cesena \| 3-2 \| 13 mag. \| \| 22 gen. \| 1-1 \| Siena-Napoli \| 1-2 \| 13 mag. \| \| 22 gen. \| 2-1 \| Udinese-Catania \| 2-0 \| 13 mag. \| |              |                     |               |               |
| andata (19ª) | andata (19ª) | 19ª giornata        | ritorno (38ª) | ritorno (38ª) |
| |              |                     |               |               |
| 21 gen. | 0-2          | Atalanta-Juventus   | 1-3           | 13 mag.       |
| 22 gen. | 0-0          | Bologna-Parma       | 0-1           | 13 mag.       |
| 22 gen. | 0-0          | Cagliari-Fiorentina | 0-0           | 13 mag.       |
| 22 gen. | 2-1          | Inter-Lazio         | 1-3           | 13 mag.       |
| 22 gen. | 2-2          | Lecce-Chievo        | 0-1           | 13 mag.       |
| 22 gen. | 0-3          | Novara-Milan        | 1-2           | 13 mag.       |
| 22 gen. | 5-3          | Palermo-Genoa       | 0-2           | 13 mag.       |
| 21 gen. | 5-1          | Roma-Cesena         | 3-2           | 13 mag.       |
| 22 gen. | 1-1          | Siena-Napoli        | 1-2           | 13 mag.       |
| 22 gen. | 2-1          | Udinese-Catania     | 2-0           | 13 mag.       |

| andata (19ª) | andata (19ª) | 19ª giornata        | ritorno (38ª) | ritorno (38ª) |
|              |              |                     |               |               |
| 21 gen.      | 0-2          | Atalanta-Juventus   | 1-3           | 13 mag.       |
| 22 gen.      | 0-0          | Bologna-Parma       | 0-1           | 13 mag.       |
| 22 gen.      | 0-0          | Cagliari-Fiorentina | 0-0           | 13 mag.       |
| 22 gen.      | 2-1          | Inter-Lazio         | 1-3           | 13 mag.       |
| 22 gen.      | 2-2          | Lecce-Chievo        | 0-1           | 13 mag.       |
| 22 gen.      | 0-3          | Novara-Milan        | 1-2           | 13 mag.       |
| 22 gen.      | 5-3          | Palermo-Genoa       | 0-2           | 13 mag.       |
| 21 gen.      | 5-1          | Roma-Cesena         | 3-2           | 13 mag.       |
| 22 gen.      | 1-1          | Siena-Napoli        | 1-2           | 13 mag.       |
| 22 gen.      | 2-1          | Udinese-Catania     | 2-0           | 13 mag.       |

## Statistiche

### Squadre

#### Capoliste solitarie
|    | —— | —— | —— | —— | —— | —— | ——  | ——   | ——   | ——  | ——  | ——   | ——   | ——  | ——  | ——  | ——       | ——       | ——       | ——       | ——       | ——    | ——    | ——    | ——    | ——    | ——    | ——    | ——    | ——       | ——       | ——       | ——       | ——       | ——       | ——       | ——       | —— |  |
|    |    |    |    |    |    |    | Udi | Juve | Juve |     |     | Juve | Juve |     | Juv |     | Juventus | Juventus | Juventus | Juventus | Juventus | Milan | Milan | Milan | Milan | Milan | Milan | Milan | Milan | Juventus | Juventus | Juventus | Juventus | Juventus | Juventus | Juventus | Juventus |    |  |
|    |    |    |    |    |    |    |     |      |      |     |     |      |      |     |     |     |          |          |          |          |          |       |       |       |       |       |       |       |       |          |          |          |          |          |          |          |          |    |  |
|    |    |    |    |    |    |    |     |      |      |     |     |      |      |     |     |     |          |          |          |          |          |       |       |       |       |       |       |       |       |          |          |          |          |          |          |          |          |    |  |
| 1ª | 2ª | 3ª | 4ª | 5ª | 6ª | 7ª | 8ª  | 9ª   | 10ª  | 11ª | 12ª | 13ª  | 14ª  | 15ª | 16ª | 17ª | 18ª      | 19ª      | 20ª      | 21ª      | 22ª      | 23ª   | 24ª   | 25ª   | 26ª   | 27ª   | 28ª   | 29ª   | 30ª   | 31ª      | 32ª      | 33ª      | 34ª      | 35ª      | 36ª      | 37ª      | 38ª      |    |  |

#### Classifica in divenire
|            | 1ª | 2ª | 3ª | 4ª | 5ª | 6ª | 7ª | 8ª | 9ª | 10ª | 11ª | 12ª | 13ª | 14ª | 15ª | 16ª | 17ª | 18ª | 19ª | 20ª | 21ª | 22ª | 23ª | 24ª | 25ª | 26ª | 27ª | 28ª | 29ª | 30ª | 31ª | 32ª | 33ª | 34ª | 35ª | 36ª | 37ª | 38ª |
|            |    |    |    |    |    |    |    |    |    |     |     |     |     |     |     |     |     |     |     |     |     |     |     |     |     |     |     |     |     |     |     |     |     |     |     |     |     |     |
| ---------- | -- | -- | -- | -- | -- | -- | -- | -- | -- | --- | --- | --- | --- | --- | --- | --- | --- | --- | --- | --- | --- | --- | --- | --- | --- | --- | --- | --- | --- | --- | --- | --- | --- | --- | --- | --- | --- | --- |
| Atalanta   | -3 | -2 | 1  | 4  | 7  | 7  | 8  | 11 | 12 | 12  | 15  | 16  | 17  | 18  | 19  | 20  | 20  | 20  | 20  | 23  | 26  | 26  | 27  | 28  | 31  | 32  | 33  | 34  | 37  | 37  | 37  | 40  | 43  | 43  | 46  | 46  | 46  | 46  |
| Bologna    | 0  | 0  | 0  | 1  | 1  | 1  | 4  | 4  | 7  | 10  | 10  | 10  | 11  | 14  | 15  | 15  | 18  | 19  | 20  | 21  | 24  | 25  | 26  | 29  | 29  | 32  | 35  | 36  | 36  | 36  | 37  | 40  | 41  | 42  | 45  | 48  | 51  | 51  |
| Cagliari   | 0  | 3  | 6  | 6  | 7  | 10 | 11 | 12 | 13 | 13  | 13  | 13  | 14  | 17  | 18  | 18  | 21  | 22  | 23  | 23  | 26  | 27  | 30  | 31  | 31  | 31  | 31  | 34  | 34  | 37  | 38  | 38  | 41  | 41  | 42  | 42  | 42  | 43  |
| Catania    | 1  | 2  | 5  | 5  | 6  | 7  | 10 | 11 | 12 | 15  | 15  | 15  | 18  | 18  | 19  | 22  | 22  | 23  | 23  | 24  | 27  | 28  | 31  | 31  | 34  | 35  | 38  | 41  | 42  | 43  | 43  | 43  | 43  | 46  | 47  | 47  | 48  | 48  |
| Cesena     | 0  | 0  | 0  | 0  | 0  | 1  | 2  | 2  | 3  | 3   | 3   | 6   | 9   | 9   | 12  | 12  | 12  | 15  | 15  | 15  | 16  | 17  | 17  | 17  | 17  | 17  | 17  | 17  | 18  | 19  | 20  | 21  | 21  | 22  | 22  | 22  | 22  | 22  |
| Chievo     | 1  | 2  | 2  | 5  | 8  | 9  | 10 | 10 | 10 | 10  | 13  | 16  | 16  | 17  | 17  | 20  | 20  | 23  | 24  | 24  | 27  | 27  | 27  | 30  | 33  | 34  | 34  | 35  | 36  | 39  | 42  | 42  | 42  | 43  | 44  | 45  | 46  | 49  |
| Fiorentina | 1  | 4  | 4  | 7  | 8  | 8  | 9  | 10 | 10 | 13  | 13  | 14  | 14  | 17  | 17  | 18  | 21  | 21  | 22  | 25  | 25  | 28  | 29  | 29  | 29  | 32  | 32  | 32  | 33  | 33  | 36  | 37  | 40  | 41  | 41  | 42  | 45  | 46  |
| Genoa      | 0  | 1  | 4  | 7  | 7  | 7  | 8  | 9  | 12 | 12  | 12  | 15  | 15  | 15  | 18  | 21  | 21  | 24  | 24  | 27  | 27  | 30  | 30  | 30  | 31  | 32  | 33  | 33  | 34  | 34  | 35  | 36  | 36  | 36  | 36  | 39  | 39  | 42  |
| Inter      | 3  | 3  | 4  | 4  | 7  | 7  | 7  | 10 | 11 | 11  | 14  | 17  | 20  | 20  | 23  | 26  | 29  | 32  | 35  | 35  | 36  | 36  | 36  | 36  | 36  | 37  | 40  | 41  | 41  | 44  | 45  | 48  | 51  | 52  | 55  | 55  | 58  | 58  |
| Juventus   | 1  | 4  | 7  | 8  | 9  | 12 | 13 | 14 | 17 | 20  | 21  | 24  | 27  | 30  | 31  | 34  | 37  | 38  | 41  | 44  | 45  | 46  | 47  | 50  | 51  | 52  | 53  | 56  | 59  | 62  | 65  | 68  | 71  | 74  | 77  | 78  | 81  | 84  |
| Lazio      | 1  | 2  | 2  | 5  | 6  | 9  | 12 | 15 | 16 | 19  | 22  | 23  | 23  | 26  | 29  | 30  | 30  | 33  | 33  | 36  | 39  | 39  | 42  | 42  | 45  | 48  | 48  | 48  | 51  | 51  | 54  | 54  | 54  | 55  | 55  | 56  | 59  | 62  |
| Lecce      | 0  | 0  | 3  | 3  | 3  | 3  | 4  | 4  | 4  | 5   | 8   | 8   | 8   | 8   | 8   | 9   | 9   | 12  | 13  | 16  | 16  | 17  | 18  | 21  | 24  | 25  | 25  | 26  | 27  | 28  | 31  | 34  | 34  | 35  | 35  | 36  | 36  | 36  |
| Milan      | 3  | 4  | 4  | 5  | 8  | 8  | 11 | 14 | 17 | 20  | 23  | 24  | 27  | 30  | 31  | 34  | 37  | 37  | 40  | 43  | 43  | 44  | 47  | 50  | 51  | 54  | 57  | 60  | 63  | 64  | 64  | 67  | 70  | 71  | 74  | 77  | 77  | 80  |
| Napoli     | 3  | 6  | 9  | 9  | 10 | 13 | 13 | 14 | 17 | 17  | 18  | 19  | 20  | 23  | 24  | 24  | 27  | 28  | 29  | 29  | 30  | 31  | 34  | 37  | 40  | 43  | 46  | 47  | 48  | 48  | 48  | 48  | 51  | 54  | 55  | 58  | 58  | 61  |
| Novara     | 1  | 2  | 2  | 5  | 5  | 6  | 6  | 6  | 7  | 8   | 8   | 8   | 11  | 11  | 12  | 12  | 12  | 12  | 12  | 12  | 12  | 13  | 16  | 17  | 17  | 17  | 20  | 23  | 24  | 24  | 25  | 25  | 28  | 28  | 28  | 29  | 32  | 32  |
| Palermo    | 1  | 4  | 4  | 7  | 8  | 11 | 11 | 11 | 14 | 14  | 17  | 17  | 20  | 21  | 21  | 21  | 21  | 21  | 24  | 27  | 28  | 31  | 31  | 34  | 34  | 34  | 34  | 35  | 36  | 39  | 39  | 40  | 40  | 41  | 42  | 42  | 43  | 43  |
| Parma      | 1  | 1  | 4  | 4  | 4  | 7  | 10 | 10 | 10 | 13  | 13  | 16  | 16  | 17  | 18  | 19  | 19  | 22  | 23  | 24  | 25  | 28  | 29  | 29  | 30  | 30  | 31  | 31  | 32  | 35  | 35  | 38  | 41  | 44  | 47  | 50  | 53  | 56  |
| Roma       | 3  | 3  | 4  | 5  | 8  | 11 | 11 | 14 | 14 | 14  | 17  | 20  | 20  | 20  | 21  | 24  | 27  | 28  | 31  | 32  | 32  | 35  | 35  | 38  | 38  | 38  | 41  | 44  | 44  | 47  | 47  | 50  | 50  | 50  | 51  | 52  | 53  | 56  |
| Siena      | 1  | 2  | 2  | 3  | 6  | 6  | 7  | 10 | 11 | 14  | 14  | 15  | 15  | 15  | 15  | 15  | 18  | 18  | 19  | 19  | 19  | 20  | 23  | 23  | 26  | 29  | 32  | 32  | 33  | 36  | 39  | 39  | 40  | 43  | 43  | 44  | 44  | 44  |
| Udinese    | 1  | 4  | 7  | 8  | 9  | 12 | 13 | 16 | 16 | 19  | 22  | 22  | 25  | 28  | 31  | 32  | 35  | 35  | 38  | 38  | 41  | 41  | 41  | 42  | 45  | 46  | 46  | 47  | 48  | 48  | 51  | 51  | 51  | 52  | 55  | 58  | 61  | 64  |

#### Classifiche di rendimento

##### Rendimento andata-ritorno
| Andata     | Andata | Ritorno    | Ritorno |
|            |        |            |         |
| Juventus   | 41     | Juventus   | 43      |
| Milan      | 40     | Milan      | 40      |
| Udinese    | 38     | Parma      | 33      |
| Inter      | 35     | Napoli     | 32      |
| Lazio      | 33     | Bologna    | 31      |
| Roma       | 31     | Lazio      | 29      |
| Napoli     | 29     | Udinese    | 26      |
| Atalanta   | 26     | Atalanta   | 26      |
| Palermo    | 24     | Chievo     | 25      |
| Chievo     | 24     | Siena      | 25      |
| Genoa      | 24     | Roma       | 25      |
| Cagliari   | 23     | Catania    | 25      |
| Catania    | 23     | Fiorentina | 24      |
| Parma      | 23     | Lecce      | 23      |
| Fiorentina | 22     | Inter      | 23      |
| Bologna    | 20     | Cagliari   | 20      |
| Siena      | 19     | Novara     | 20      |
| Cesena     | 15     | Palermo    | 19      |
| Lecce      | 13     | Genoa      | 18      |
| Novara     | 12     | Cesena     | 7       |

##### Rendimento casa-trasferta
| Casa       | Casa | Trasferta  | Trasferta |
|            |      |            |           |
| Juventus   | 45   | Juventus   | 39        |
| Udinese    | 43   | Milan      | 39        |
| Milan      | 41   | Lazio      | 26        |
| Lazio      | 36   | Napoli     | 25        |
| Napoli     | 36   | Inter      | 24        |
| Parma      | 35   | Bologna    | 23        |
| Roma       | 35   | Lecce      | 21        |
| Inter      | 34   | Parma      | 21        |
| Atalanta   | 33   | Roma       | 21        |
| Genoa      | 33   | Udinese    | 21        |
| Palermo    | 33   | Atalanta   | 19        |
| Catania    | 32   | Chievo     | 19        |
| Chievo     | 30   | Fiorentina | 18        |
| Cagliari   | 29   | Catania    | 16        |
| Bologna    | 28   | Siena      | 16        |
| Fiorentina | 28   | Cagliari   | 14        |
| Siena      | 28   | Palermo    | 10        |
| Novara     | 23   | Cesena     | 9         |
| Lecce      | 15   | Genoa      | 9         |
| Cesena     | 13   | Novara     | 9         |

#### Primati stagionali
- Maggior numero di vittorie: Milan (24)
- Maggior numero di pareggi: Juventus e Catania (15)
- Massimo dei pareggi in trasferta: Catania (10)
- Minor numero di pareggi: Inter (7)
- Minor numero di sconfitte: Juventus (0)
- Miglior attacco: Milan (74)
- Miglior difesa: Juventus (20)
- Miglior differenza reti: Juventus (48)
- Minor numero di vittorie: Cesena (4)
- Maggior numero di sconfitte: Cesena (24)
- Peggior attacco: Cesena (24)
- Peggio difesa: Genoa (69)
- Peggior differenza reti: Cesena (-36)
- Miglior sequenza di partite utili: Juventus (38)
- Partita col maggior numero di gol: Napoli-Cagliari 6-3; Inter-Genoa 5-4 (9)
- Partita col maggior scarto di gol: Napoli-Genoa 6-1; Inter-Parma 5-0 (5); Fiorentina-Juventus 0-5 (5)

### Individuali

#### Classifica marcatori
Durante il campionato fu messa a segno una quaterna da Diego Milito, nella partita Inter-Palermo 4-4.
| Gol | Rigori |  | Giocatore          | Squadra    |
| --- | ------ |  | ------------------ | ---------- |
| 28  | 10     |  | Zlatan Ibrahimović | Milan      |
| 24  | 8      |  | Diego Milito       | Inter      |
| 23  | 3      |  | Edinson Cavani     | Napoli     |
| 23  | 4      |  | Antonio Di Natale  | Udinese    |
| 19  | 3      |  | Rodrigo Palacio    | Genoa      |
| 16  | 3      |  | Germán Denis       | Atalanta   |
| 16  | 2      |  | Fabrizio Miccoli   | Palermo    |
| 15  | 4      |  | Sebastian Giovinco | Parma      |
| 14  | 4      |  | Stevan Jovetić     | Fiorentina |
| 12  |        |  | Mattia Destro      | Siena      |
| 12  |        |  | Miroslav Klose     | Lazio      |
| 11  | 4      |  | Emanuele Calaiò    | Siena      |
| 11  | 5      |  | David Di Michele   | Lecce      |
| 11  |        |  | Pablo Osvaldo      | Roma       |
| 11  | 6      |  | Marco Rigoni       | Novara     |

### Media spettatori
Media spettatori della Serie A 2011-2012: 23 214.
| Club       | Pos. | Media  | Max.   | Totale  | Abbonamenti |
| ---------- | ---- | ------ | ------ | ------- | ----------- |
| Milan      | 1    | 49 020 | 79 522 | 931 372 | 31 233      |
| Inter      | 2    | 44 806 | 78 222 | 851 323 | 36 890      |
| Napoli     | 3    | 39 808 | 57 402 | 756 354 | 15 600      |
| Juventus   | 4    | 37 545 | 40 944 | 713 351 | 24 531      |
| Roma       | 5    | 36 219 | 50 801 | 688 164 | 18 400      |
| Lazio      | 6    | 32 410 | 57 148 | 615 785 | 21 160      |
| Fiorentina | 7    | 21 412 | 36 387 | 406 833 | 13 385      |
| Genoa      | 8    | 20 898 | 27 527 | 355 262 | 17 475      |
| Bologna    | 9    | 19 257 | 30 321 | 365 877 | 13 225      |
| Palermo    | 10   | 19 218 | 28 941 | 365 136 | 12 513      |
| Udinese    | 11   | 18 595 | 28 588 | 353 312 | 14 871      |
| Cesena     | 12   | 16 410 | 23 343 | 311 793 | 12 114      |
| Atalanta   | 13   | 15 492 | 22 335 | 294 341 | 9 658       |
| Catania    | 14   | 15 387 | 20 839 | 292 344 | 9 206       |
| Parma      | 15   | 13 464 | 19 481 | 259 278 | 9 620       |
| Novara     | 16   | 10 957 | 17 649 | 208 189 | 7 211       |
| Siena      | 17   | 10 128 | 15 265 | 192 432 | 7 623       |
| Lecce      | 18   | 9 961  | 23 298 | 189 265 | 3 905       |
| Chievo     | 19   | 9 649  | 22 000 | 183 324 | 7 147       |
| Cagliari   | —    | —      | —      | —       | 4 494       |

### Arbitri
Di seguito è indicata, in ordine alfabetico, la lista dei 38 arbitri che hanno preso parte alla Serie A 2011-2012. Tra parentesi è riportato il numero di incontri diretti. 
- Luca Banti (19)
- Leonardo Baracani (1)
- Silvio Baratta (1)
- Mauro Bergonzi (19)
- Christian Brighi (18)
- Gianpaolo Calvarese (4)
- Domenico Celi (19)
- Maurizio Ciampi (1)
- Antonio Damato (19)
- Andrea De Marco (18)
- Marco Di Bello (1)
- Daniele Doveri (17)
- Emiliano Gallione (1)
- Gabriele Gava (15)
- Andrea Gervasoni (16)
- Piero Giacomelli (15)
- Angelo Martino Giancola (1)
- Antonio Giannoccaro (17)
- Marco Guida (18)
- Massimiliano Irrati (1)
- Davide Massa (4)
- Paolo Mazzoleni (18)
- Filippo Merchiori (1)
- Luigi Nasca (1)
- Daniele Orsato (17)
- Emilio Ostinelli (2)
- Gennaro Palazzino (1)
- Sebastiano Peruzzo (16)
- Riccardo Pinzani (1)
- Nicola Rizzoli (18)
- Gianluca Rocchi (18)
- Andrea Romeo (17)
- Carmine Russo (16)
- Paolo Tagliavento (18)
- Dino Tommasi (4)
- Riccardo Tozzi (1)
- Paolo Valeri (16)
- Massimiliano Velotto (1)